# Friedhofskapelle Chambon-sur-Lac

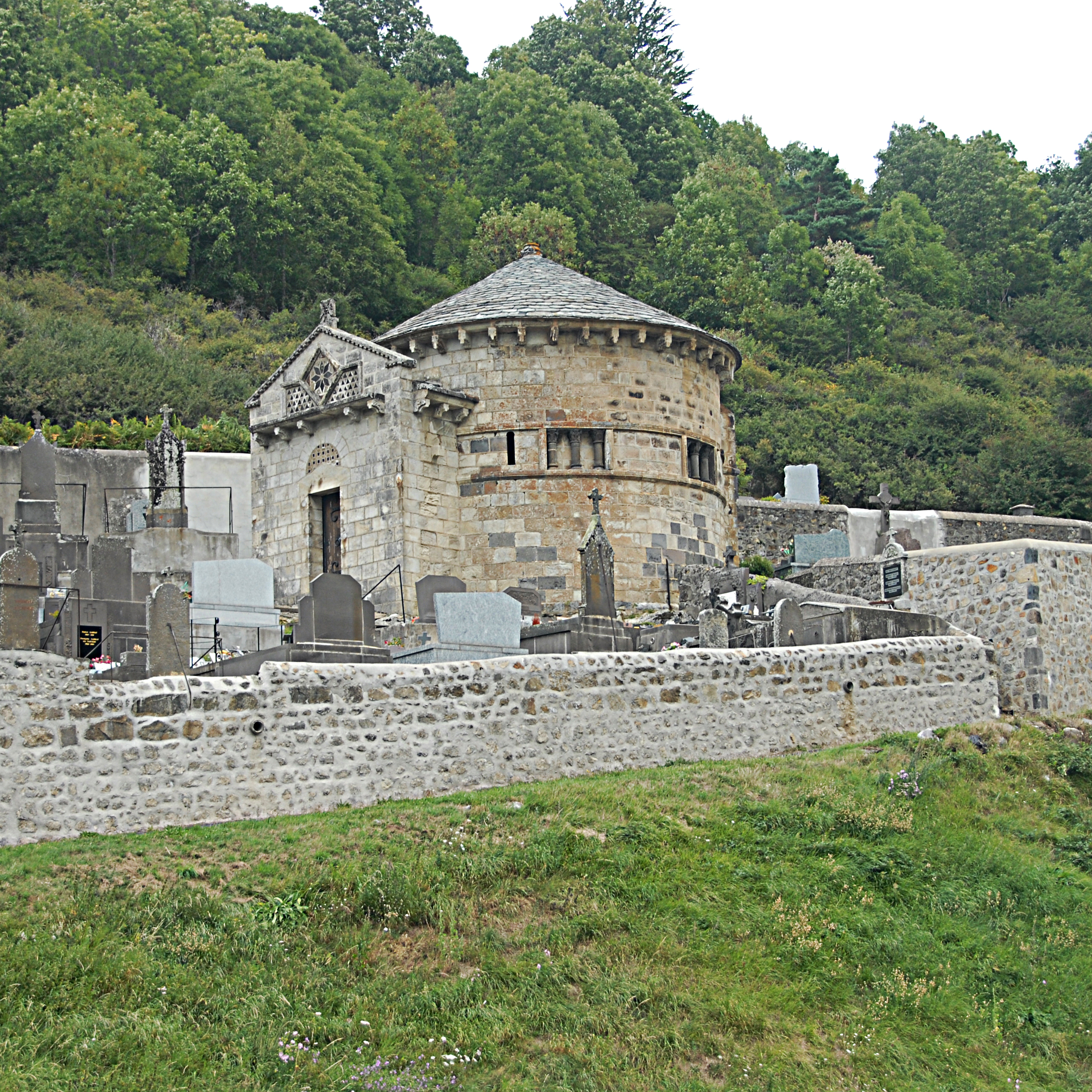
Friedhof Chambon-sur-Lac, mit Kapelle von SW

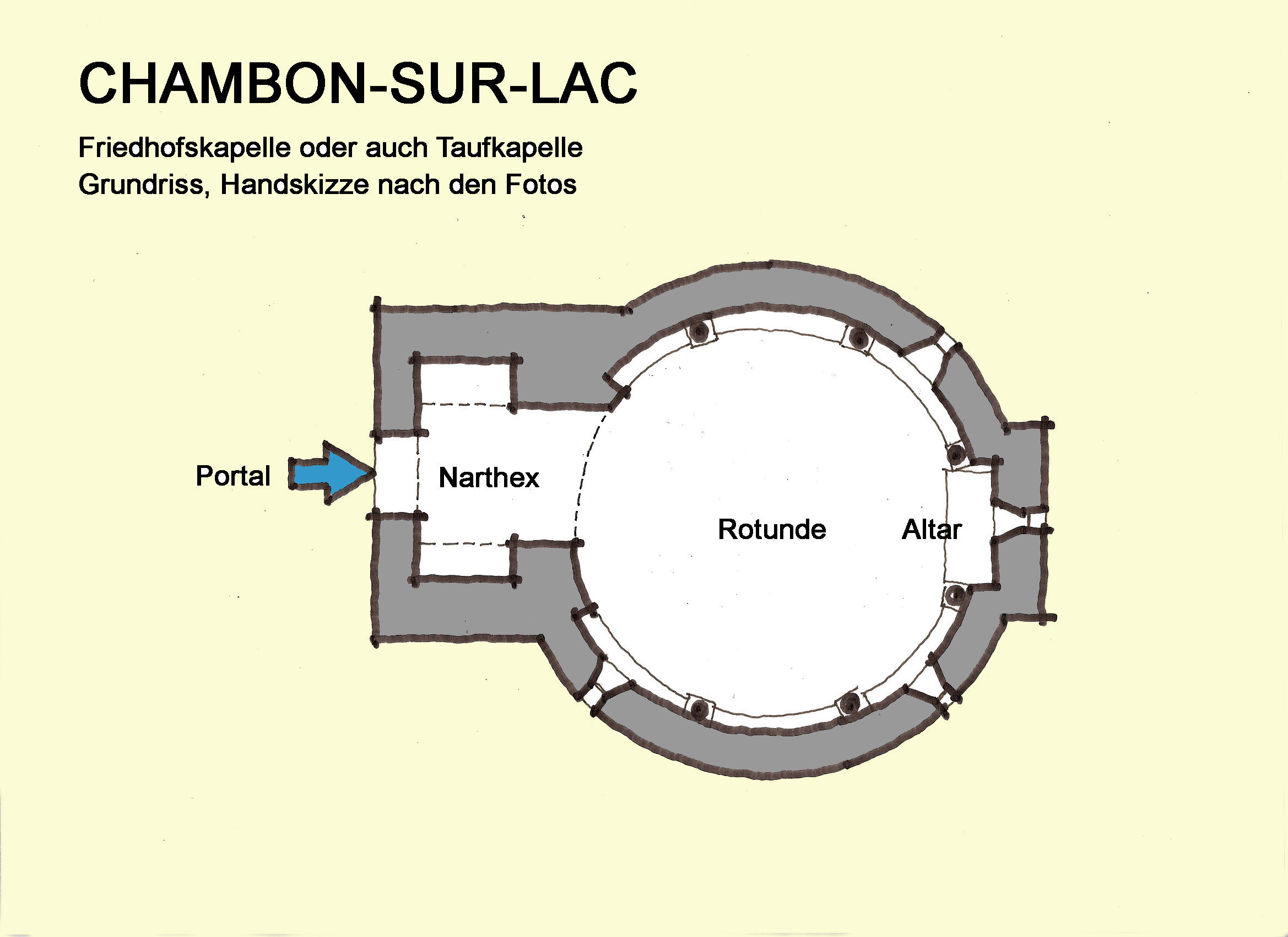
Friedhofskapelle Chambon-sur-Lac, Grundriss, Handskizze nach Fotos

Die Friedhofskapelle am nordöstlichen Rand der französischen Gemeinde Chambon-sur-Lac ist ein Zentralbau, dessen Ursprünge vermutlich aus dem 10. Jahrhundert stammen.
Das Dorf liegt im Département Puy-de-Dôme in der Region Auvergne-Rhône-Alpes und etwa 35 km südwestlich der Großstadt Clermont-Ferrand am östlichen Rand der Monts Dore. Ihr Friedhof befindet sich am nordöstlichen Ortsrand, auf dem Hang jenseits der Durchgangsstraße, etwa 200 Meter entfernt von der Kirche des Dorfes. An seiner höchsten Stelle ragt die Rotunde der Friedhofskapelle auf, die nach der örtlichen Beschilderung auch Taufkapelle gewesen sein könnte. Es gibt nur wenige Quellen, die dieses kleine, kunsthistorisch aber anspruchsvolle Bauwerk, insbesondere seine historischen Daten behandeln.

## Geschichte

### Antike und Völkerwanderungszeit
Vor den Römern siedelte in dieser Region der gallische (=keltische) Stamm der Arverner. Neben der keltischen Siedlung „Nemossos“, im Altstadtgebiet des heutigen Clermont-Ferrand, ist vor allem die gallische Siedlung auf dem Plateauberg nahe Clermont bekannt, die später den Namen gergovia (frz. gergovie) trug.
Nach dem Jahr 52 v. Chr. besetzten die Römer auch das Land der averna civitas und die nun gallorömische Stadt erhielt den Namen Nemetum, später Augustonemetum, und wurde eine der zahlreichen gut ausgebauten Zentren in der gallischen Provinz. Auf dem Puy de Dôme wurde aus einem keltischen Heiligtum ein römischer Mercurius-Tempel. Ab dem 3. bis ins 9. Jahrhundert hieß die Stadt Arvernis, in Erinnerung an ihre keltischen Vorfahren. Daraus wurde später der Name der Region Auvergne.
Im 4. Jahrhundert wurde die gesamte Region christlich. Die Abgeschiedenheit Chambons und von Le Mont-Dore verhinderten, dass die Gegend in der Zeit der Völkerwanderung (4. bis 6. Jahrhundert) von den Westgoten, Franken, Sarazenen und Wikingern überfallen wurde.

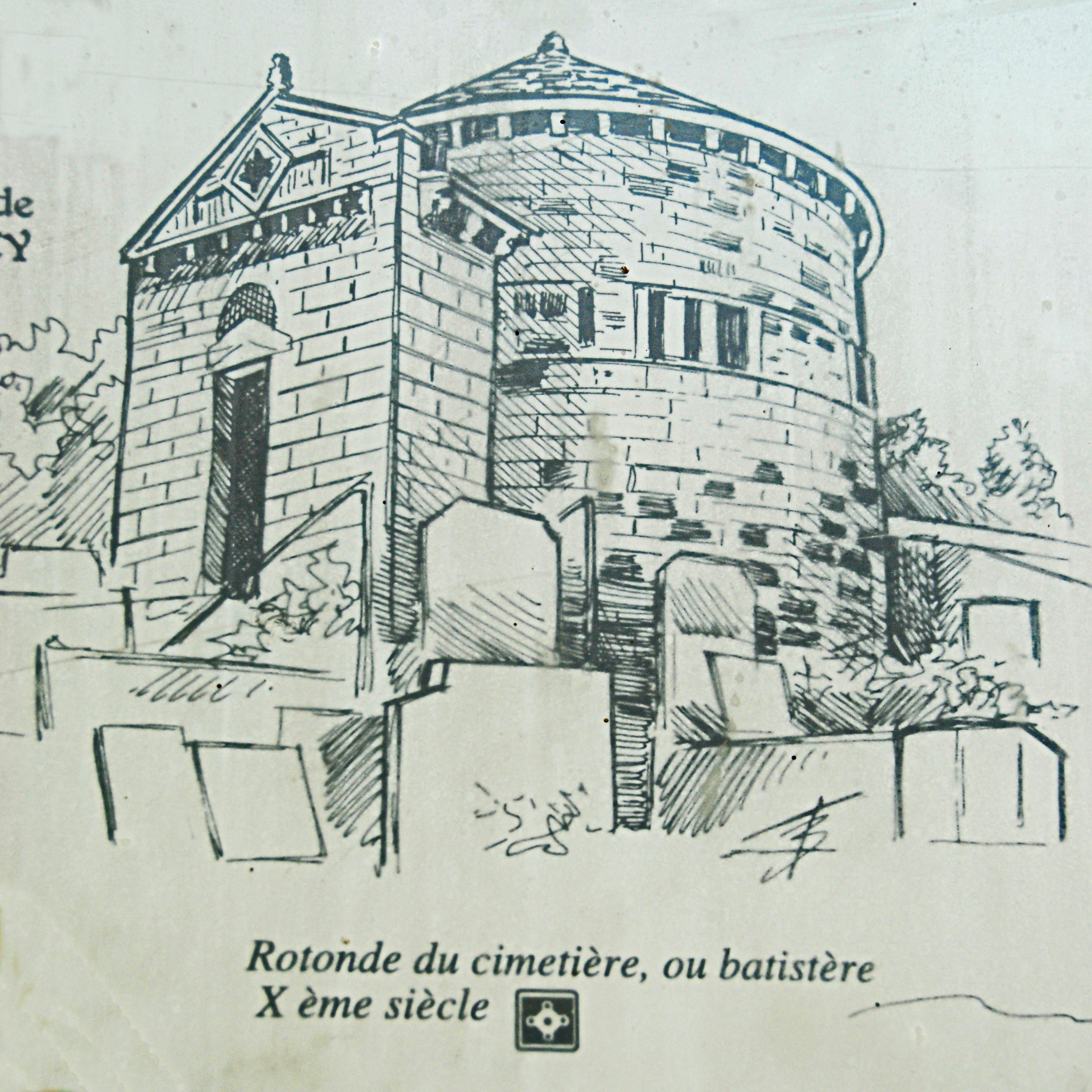
Chambon-sur-Lac, Friedhofskapelle, örtliche Beschilderung

### Mittelalter
Die wenigen Quellen sprechen von unterschiedlichen Nutzungen des Gebäudes, als Friedhofskapelle, Friedhofsrotunde (Rotonde du cimetière), Grabkapelle der Herren von Murol (funéraire des cires de Murol), oder von einem Baptisteriun (baptistère = Taufkapelle) oder gar von einer Templerkapelle (chapelle templière). Vor der Rotonde ist ein Hinweisschild angebracht, mit einer Beschriftung: Rotonde du cimetière, ou batistère X ème siécle (Friedhofsrotunde oder Baptisterium, 10. Jahrhundert).
Allein die Lage auf dem Friedhof außerhalb der Ortsgrenzen lässt darauf schließen, dass das Gebäude nicht als Friedhofskapelle erbaut sein konnte. Der Auszug des Friedhofs, der im ganzen Mittelalter und darüber hinaus wohl um die Dorfkirche herum angeordnet war, auf den gegenüberliegenden Südhang ist eher neuerer Zeit. Die Höhenlage gewährt absoluten Schutz vor Überflutung durch den mäandrierenden Gebirgsbach.
Es ist daher anzunehmen, dass das Bauwerk im oder vor dem 10. Jahrhundert, zunächst als Oratorium, vielleicht eines der Templer, oder als Taufkapelle errichtet und genutzt worden ist, und das ohne den es heute umgebenden Friedhof. In der Karolingerzeit im 8. Jahrhundert ging allerdings die Erwachsenentaufe zu Gunsten der Säuglings- oder Kindertaufe zurück. Damit wurde auch die Verwendung eines Baptisteriums mit einem im Boden eingelassenen Taufbecken zunehmend überflüssig. Die Säuglinge wurden danach in der Kirche getauft.
Die glanzvolle äußere architektonische Ausstattung stammt nicht aus dem 10. Jahrhundert. Es finden sich hier charakteristische Stilelemente der regionalen auvergnatischen Bauschule der Romanik, wie man sie an fast allen Hauptkirchen der Basse-Auvergne oder der Limagne antrifft.
Als Beispiele seinen hier genannt: Rollenfries, schwarz-weiße Inkrustationen (gallorömischen oder frühchristlichen Ursprungs), Hobelspankragsteine, breit gefächertes Tatzenkreuz, rechteckige Nischen mit eingestellten Säulchen, Kapitellszene mit zwei vierbeinigen Greifen, die gemeinsam aus einem Kelch trinken (siehe Abschnitt Bauwerk, Äußere Erscheinung).
Die Stiftskirche Notre-Dame du Port in Clermont-Ferrand und die sehr nahe Prioratskirche Saint-Nectaire weisen nahezu alle diese Details auf und wurden im 12. Jahrhundert erbaut und fertiggestellt. Dementsprechend muss die Kapelle etwa in derselben Zeit renoviert und umgebaut worden sein. Betroffen sind davon die Einfügung der vorstehend genannten Architekturdetails, vermutlich auch das Anfügen des kleinen Narthex. Die in den Quellen überwiegend genannte Datierung auf das 12. Jahrhundert, oder in einer auf die Hochromanik, muss sich wahrscheinlich auf diese Renovierung beziehen.
Die innere Ausschmückung mit Blendarkaden und skulptierten Säulenkapitellen deutet hingegen auf eine frühere Ausführung hin (10. Jahrhundert oder früher). Man könnte sich den älteren Bau in Form eines reinen zylindrischen Baukörpers vorstellen, ohne schmückende äußere Strukturen, mit einem schlichten kegelförmigen Dach überdeckt, und mit einigen schlitzartigen Fensteröffnungen, einem schlichten Portal und statt einer Chorapsis einer rechteckigen Wandvorlage.
Der finanzielle Aufwand für die hochwertige Renovierung der Kapelle, vielleicht durch die Baumeister der benachbarten Kirchen, konnte sicherlich nicht von der Gemeinde der schlichten Ortskirche getragen werden. Es wäre durchaus denkbar, dass für die Finanzierung und Durchführung der Umbauarbeiten die gleichen Herrschaften oder die Casadéennes, wie die Mönche der Abtei von La Chaise-Dieu genannt wurden, verantwortlich zeichneten. Vielleicht war es eine Dependance des knapp 10 Kilometer entfernten Saint-Nectaire oder auch der Herren von Murol, einer benachbarten Höhenfestung.

### Neuzeit
Friedhofskapelle wurde der Bau vermutlich erst im 19. oder zu Beginn des 20. Jahrhunderts, als der Friedhof der Ortschaft dem innerörtlichen Straßenbau weichen musste.

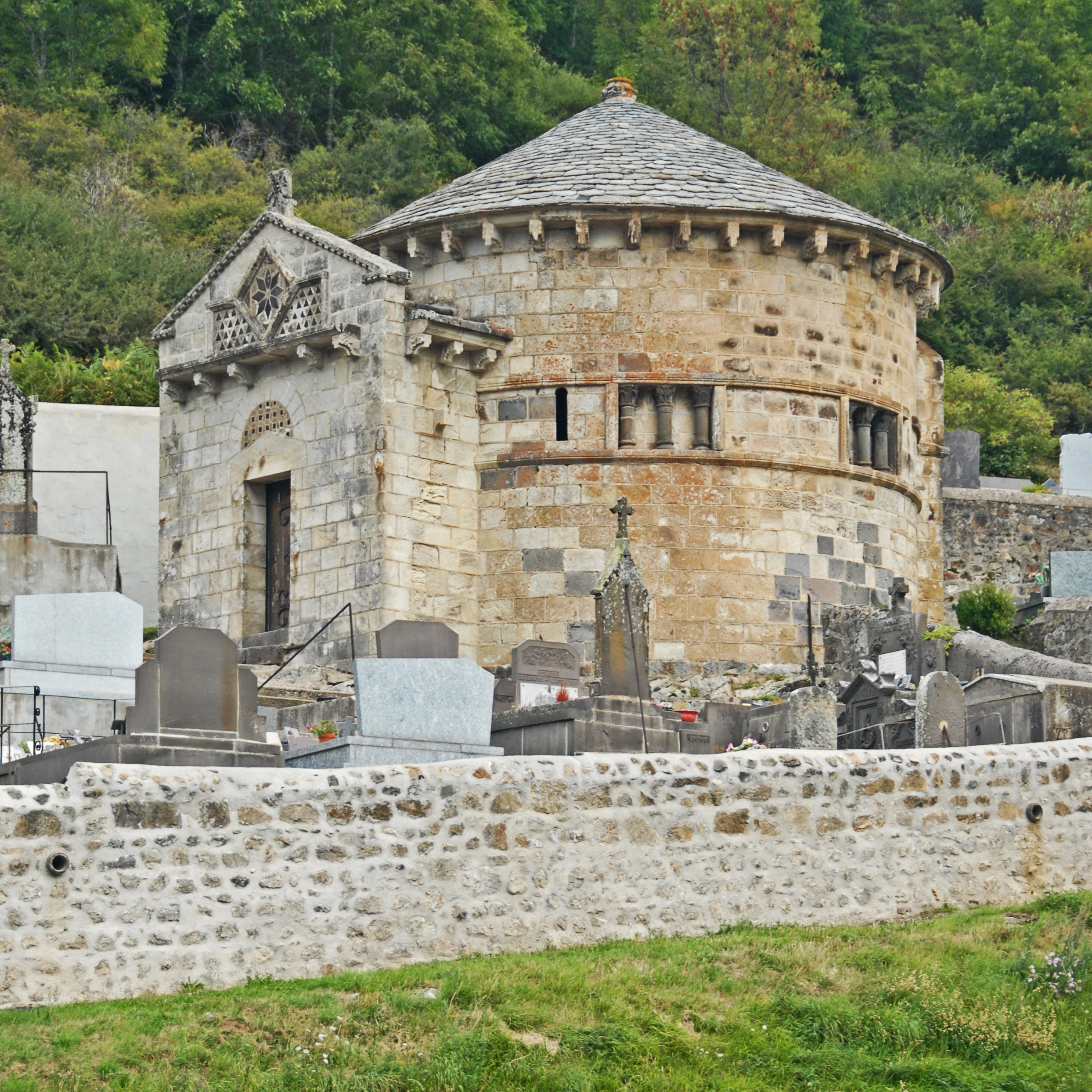
Friedhofskapelle von Südwesten

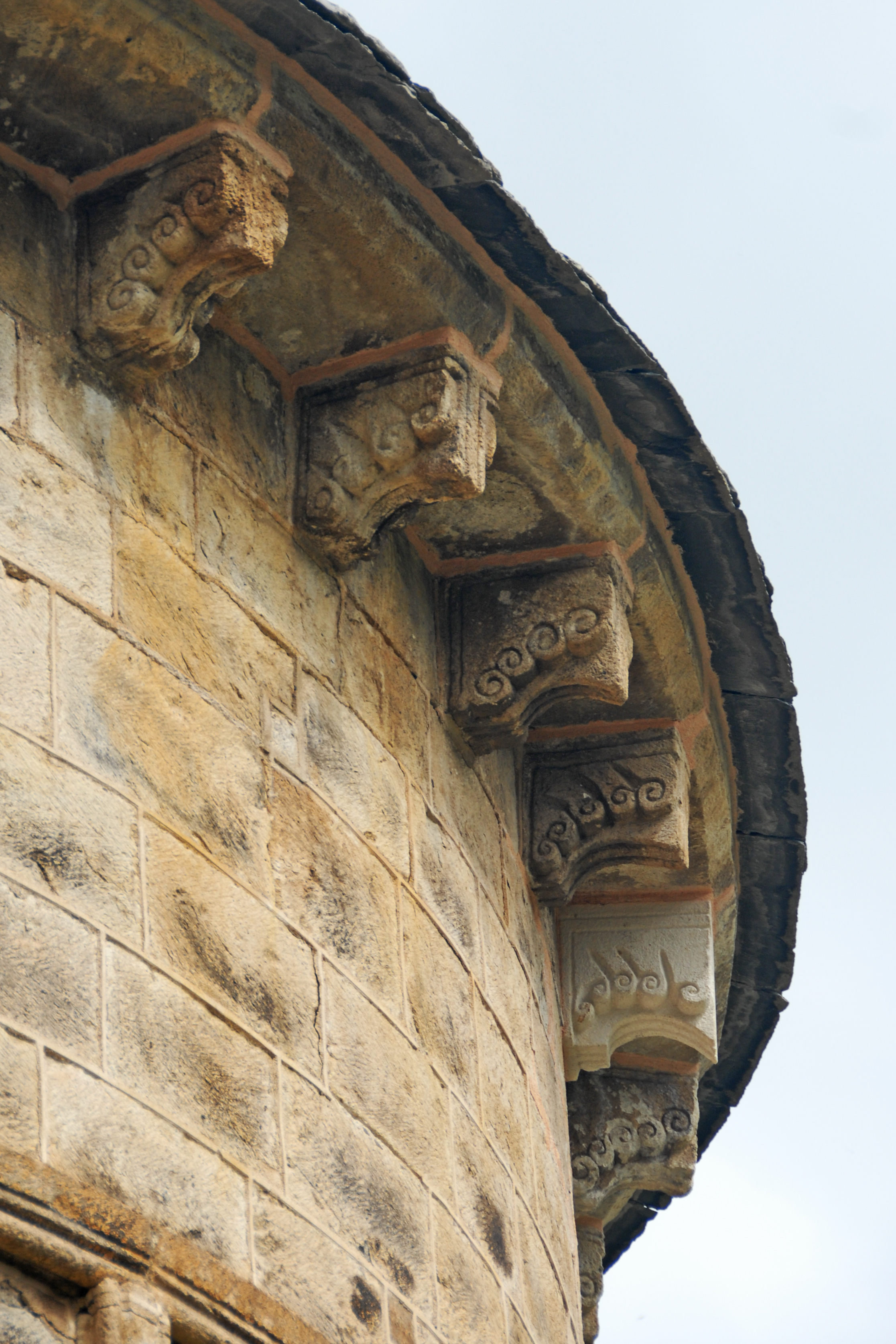
Traufgesims auf Hobelspankragsteinen

## Bauwerk

### Äußere Erscheinung
Der Hauptbaukörper besteht aus dem etwas gedrungen wirkenden kreisrunden Zylinder der Rotunde aus Natursteinmauerwerk und großformatigen glatten Werksteinen, die in regelmäßigen Schichten vermauert sind. Ihre Farben nuancieren von nahezu Weiß, über verschiedene Beigetöne, bis hin zu dunklem Grau. Wegen der Hanglage steigt das anschließende Gelände von der Talseite um das Gebäude herum zur Bergseite deutlich an.
Die kreisrunden Außenwände werden umlaufend oberseitig abgeschlossen durch ein massives, weit ausladendes Gesims mit abgeschrägter Sichtkante. Die Gesimsplatten liegen auf eng gestellten Hobelspankragsteinen auf, über denen sie jeweils geteilt sind. Die besonders hohen Kragsteine zeigen untereinander kaum Abweichungen ihrer Gestalt. Das etwa zwanzig Grad geneigte Kegeldach ist mit naturgrauen Schieferplatten eingedeckt, deren untere Reihe noch deutlich über das Gesims auskragt. Die Kegelspitze trägt einen skulptierten steinernen Knauf mit einer scheibenförmigen Abdeckung.
Etwas über der mittleren Wandhöhe (Talseite) umschließen zwei parallel verlaufende Kraggesimse die Rotunde in knapp einem Meter Abstand zueinander. Das obere ist im Querschnitt rechtwinklig, seine senkrechte Sichtseite ist mehrfach profiliert. Das untere besitzt eine abgeschrägte Unterseite.
Zwischen den beiden Kraggesimsen sind auf der Nord- und Südseite der Rotundenwand je zwei Nischen in Form liegender Rechtecke eingelassen, die so hoch sind wie der Gesimsabstand. Die Nischen werden seitlich von senkrechten Profilen, die dem oberen Kraggesims gleichen, begrenzt. In den Nischen stehen je drei glatte Säulchen, überwiegend in grauem bis dunkelgrauem Stein, ausgerüstet mit unterschiedlich skulptierten Kapitellen (siehe separater Abschnitt) und profilierten Basen. Dieses Motiv ist eine Anleihe bei der römischen Antike. Es gibt auch eine Nische mit nur einem Säulchen. Zwischen den Kraggesimsen sind weiterhin drei schlitzartige rundbogige Fensteröffnungen eingefügt, die nicht ganz so hoch sind, wie der Gesimsabstand.

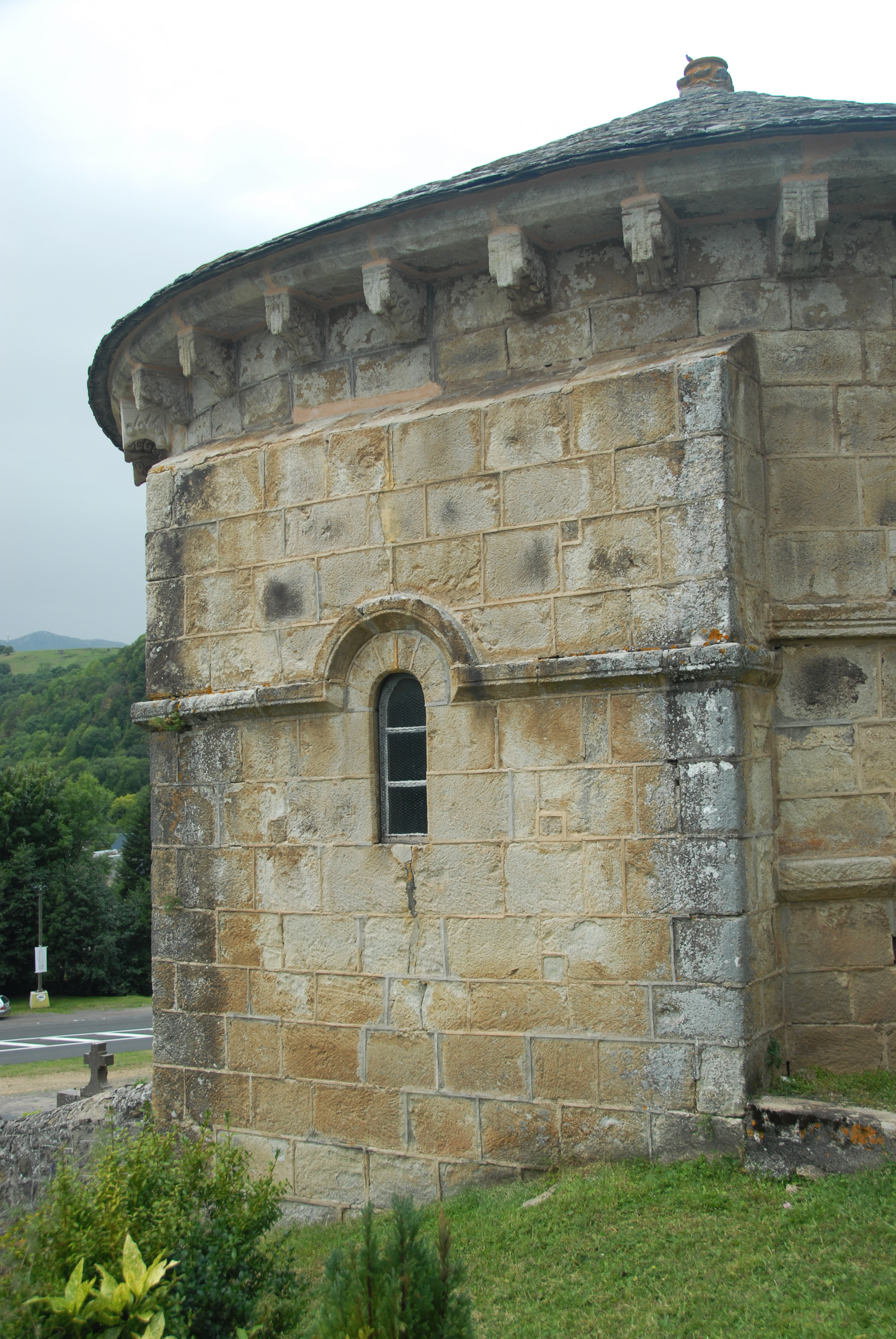
Wandvorlage im Osten

Galerie Nischen mit Säulchen
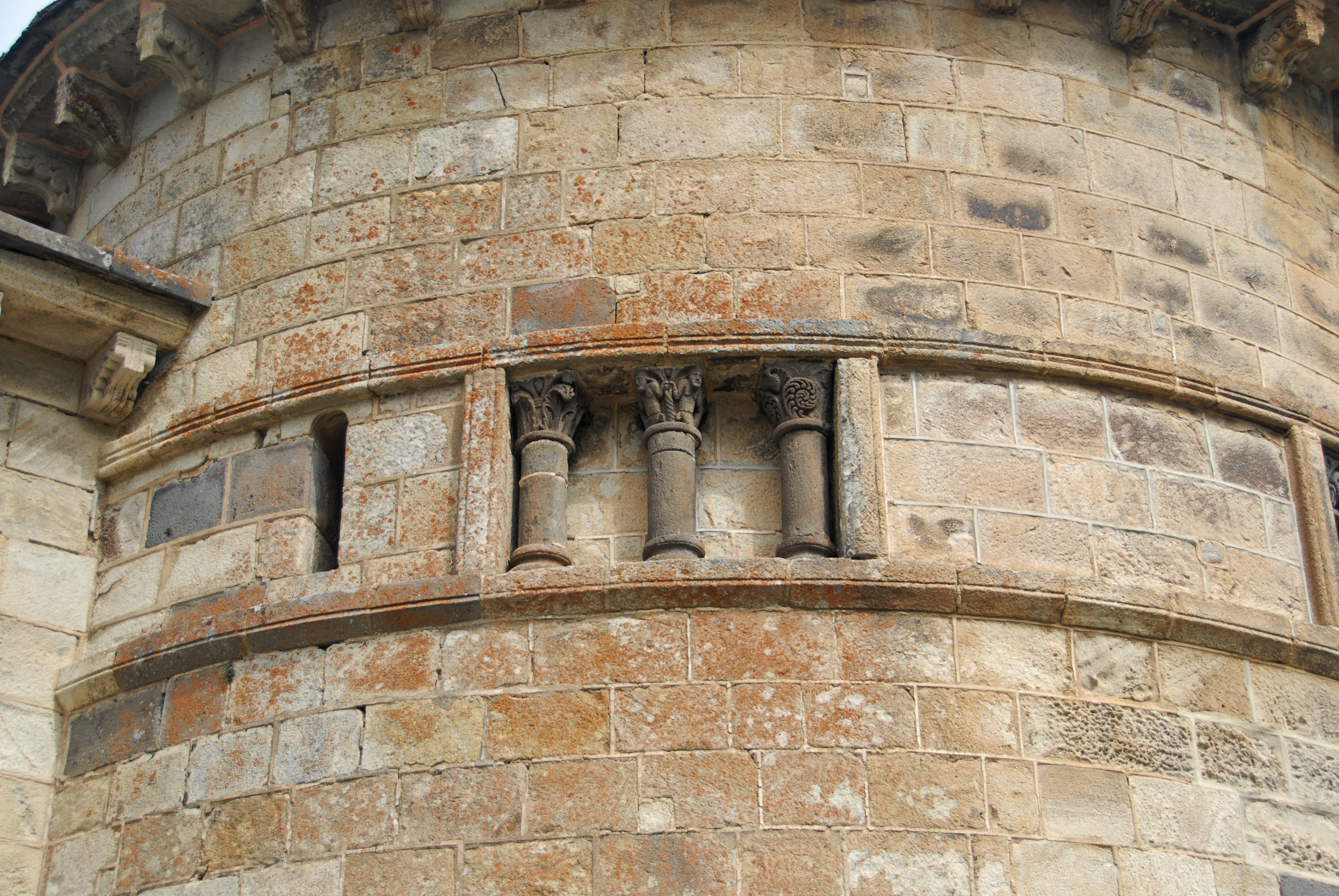
Nische mit Säulchen, Südwestseite
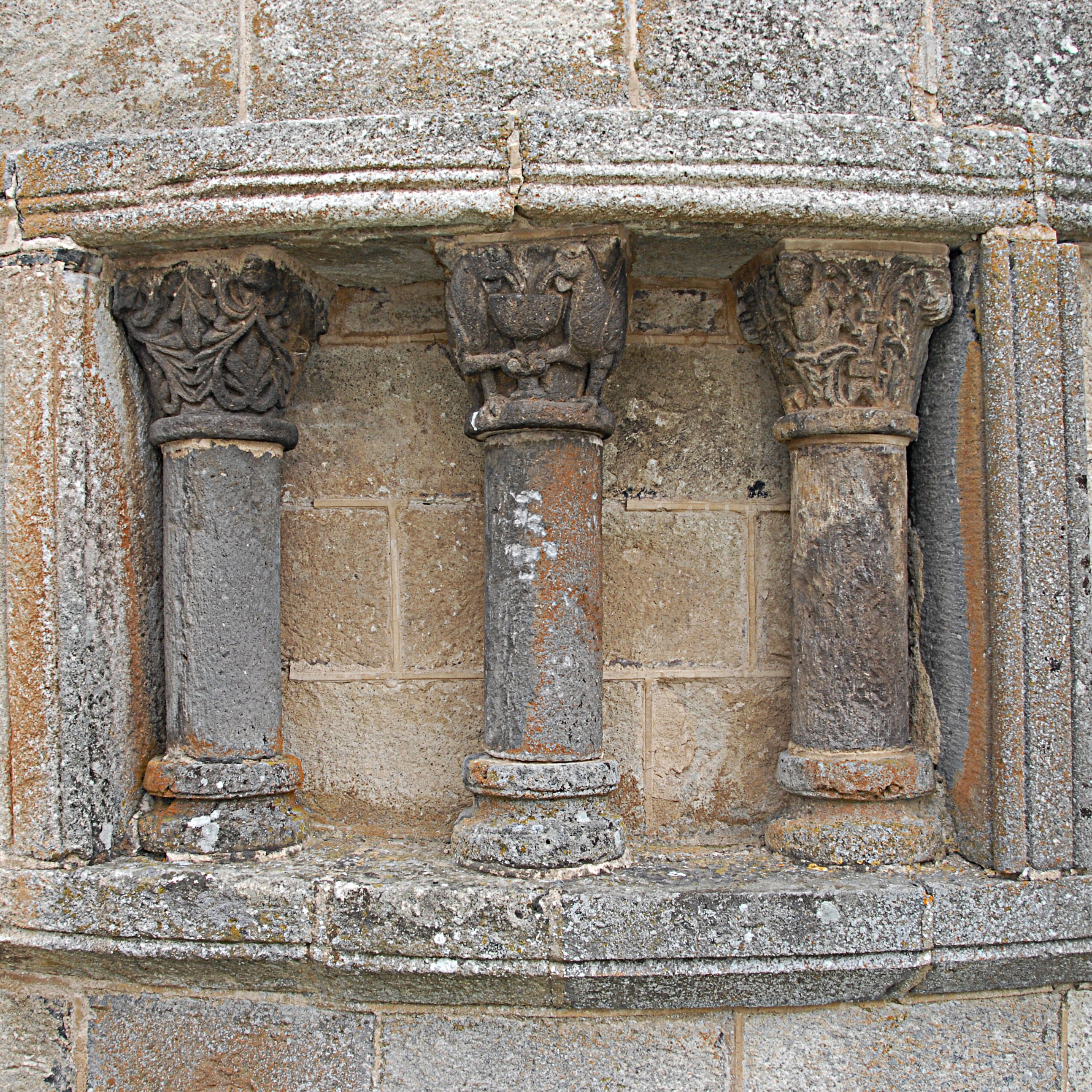
Nische mit Säulchen, Südseite
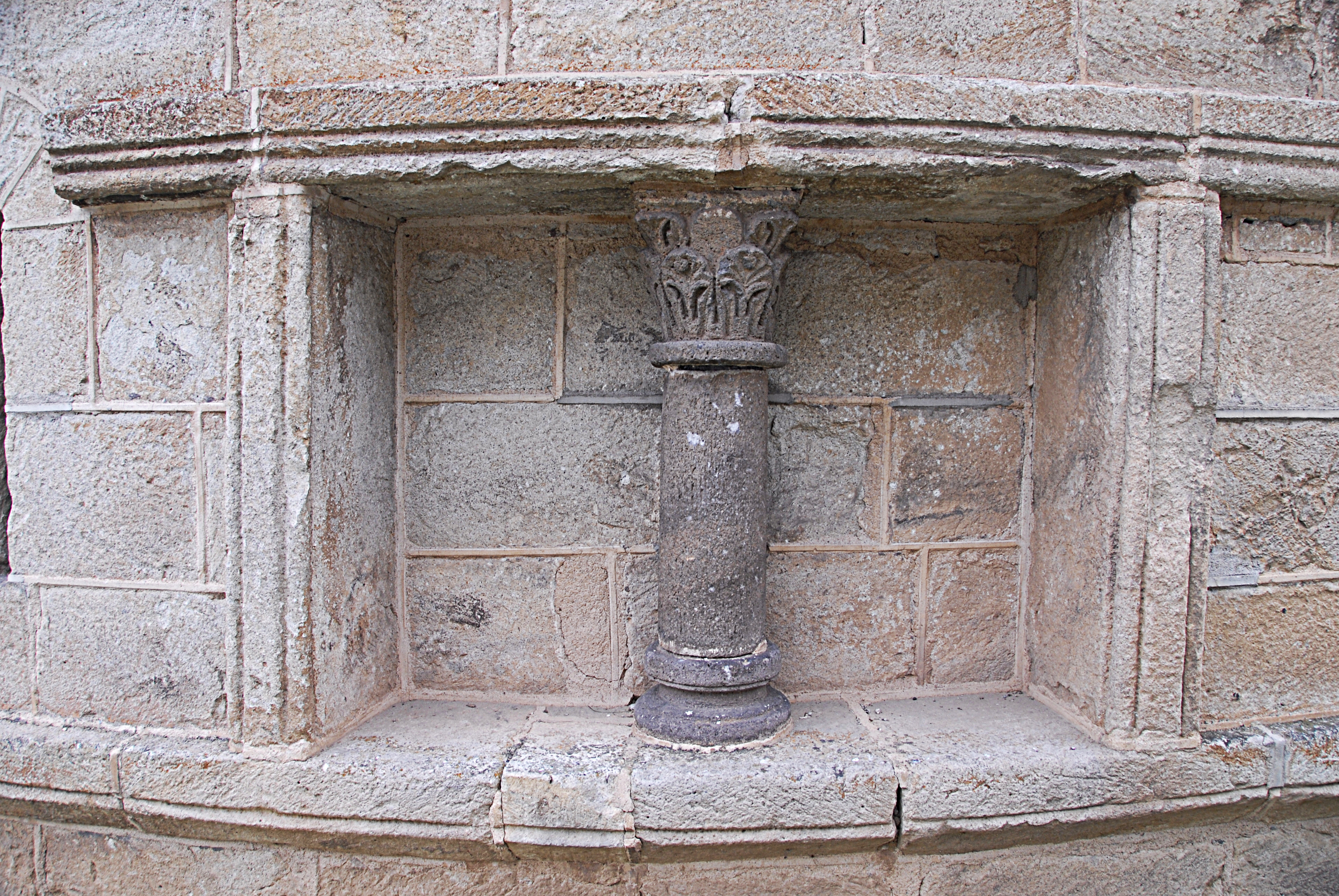
Nische mit einem Säulchen, Nordseite
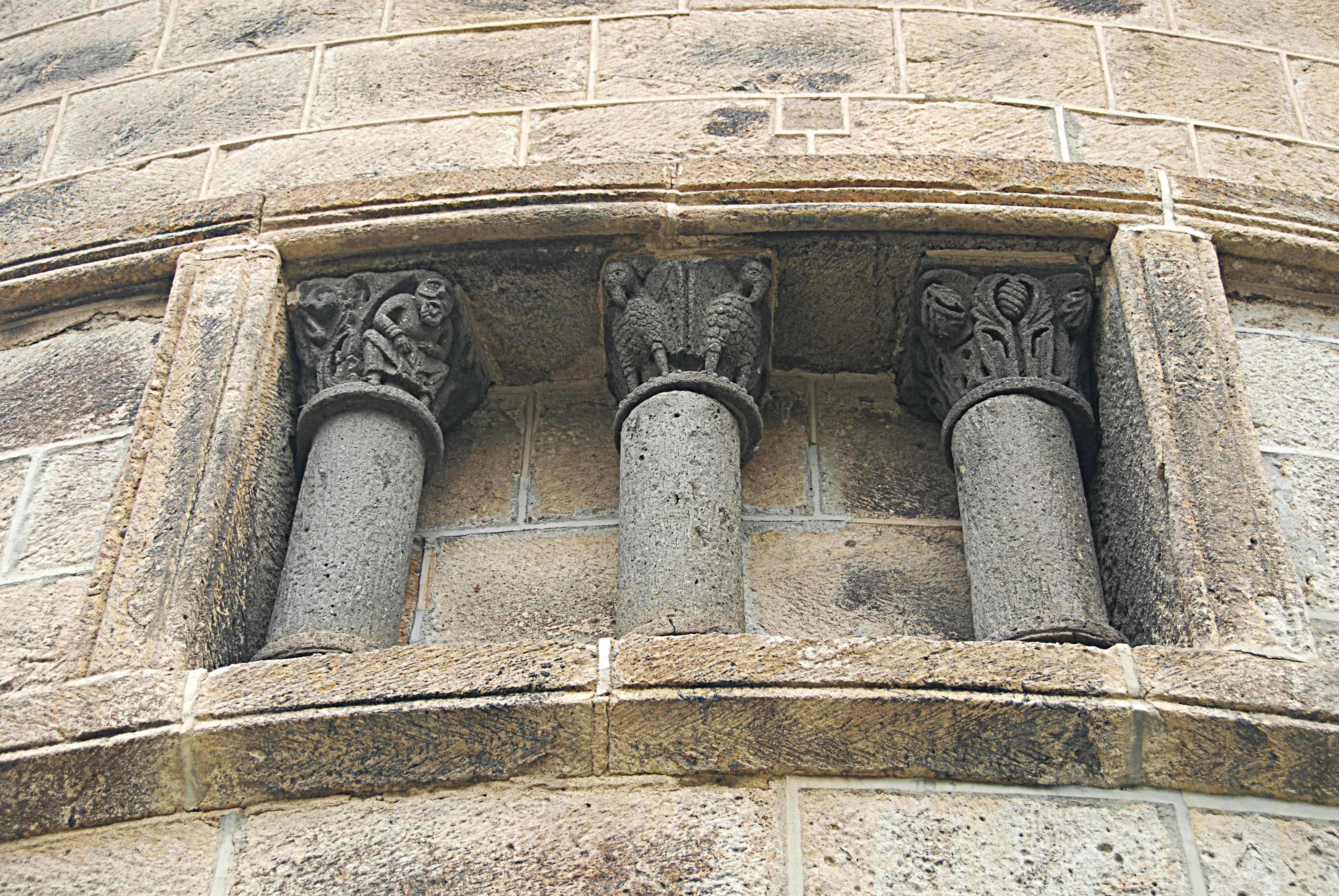
Nische mit Säulchen, Nordseite

Auf der Ostseite der Rotunde ist eine größere Wandvorlage angeordnet, die es erlaubte, im Innern eine tiefere Wandnische zu installieren, die einen kleinen Altar aufnehmen konnte. Diese Vorlage besitzt außenseitig eine plane Oberfläche und ist oberseitig durch eine dachartige Abschrägung abgedeckt, die ein Stück unter dem Traufgesims abschließt. Inmitten der Wandvorlage ist ein schlankes rundbogiges Fenster ausgespart, das von oberflächenbündigen Keilsteinen überdeckt ist. Die oben genannten beiden Kraggesimse stoßen gegen die Seitenflächen der Vorlage. Auf der Vorlage selbst verläuft ein waagerechtes Kraggesims mit unterseitiger Abschrägung knapp unter der Höhe des oberen Gesimses und wird auf den Seitenflächen der Wandvorlage herumgeführt. Dieses Gesims umschließt halbkreisförmig die Keilsteine des Fensters.

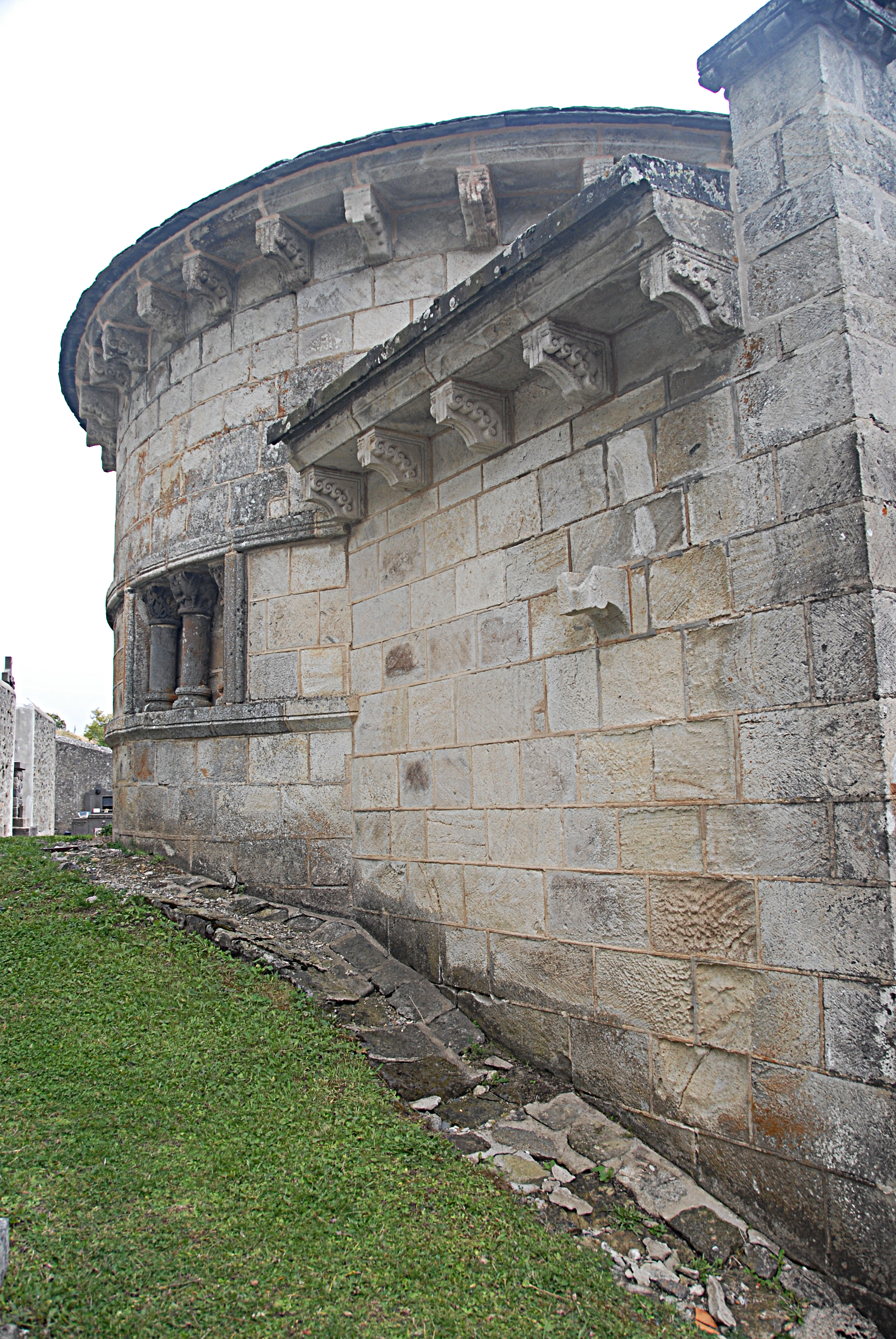
Ansicht von Nordwesten

Auf der Westseite der Rotunde, etwas aus der Mittelachse verschoben, wurde wahrscheinlich im Zusammenhang mit der Renovierung der Kapelle im 12. Jahrhundert ein kleiner Narthex angebaut, der ebenso die Stilelemente der Renovierung aufweist. Sein Grundriss ist im Wesentlichen rechteckig, die Seitenwände sind durch den außermittigen Anschluss an die Rotunde unterschiedlich lang. Der Anbau wird überdeckt durch ein gut 20 Grad geneigtes Satteldach, mit einer Eindeckung wie beim Hauptdach. Die Traufausbildung entspricht etwa derjenigen der Rotunde. Die Giebelwand des Narthex reicht ein gutes Stück über seine Dachflächen hinaus. Sein Ortgang schließt mit der gleichen Neigung ab, wie die des dahinter befindlichen Dachs. Er wird oberseitig von leicht auskragenden Steinplatten abgedeckt, deren untere Sichtkanten mit einem Rollenfries ausgestattet sind. Die unteren Enden der Abdeckplatten sind mit ebensolchen Rollenfriesen ausgestattet, die dann noch ein kurzes Stück waagerecht auf die Giebelwandoberfläche reichen.
Knapp unter der Höhe der seitlichen Traufgesimse des Narthex ist auf der Giebelwand ein Gesims aus waagerechten Platten aus Hobelspankragsteinen wie bei den Traufen angeordnet, das ein Stück vor den Seitenkanten der Giebelwand endet. Oberhalb dieses Gesimses schmücken aufwändige Inkrustationen aus schwarzen und grauen Mosaikplatten das Giebelfeld.
Diese werden von kräftigen Kragprofilen gegliedert, die im Querschnitt dreieckig ausgebildet sind und deren Mitte von einer Rille markiert wird. In der Mitte des Giebelfeldes ist unmittelbar auf dem Kraggesims ein großes, auf die Ecke gestelltes Quadrat angeordnet. Das Quadrat wird ausgefüllt von einem grauen Kreis mit einer gleich großen Rosette aus schwarzen Rauten. Beidseitig des Quadrates befinden sich zwei polygonale Vierecke, deren innere Seiten aus den unteren schrägen Quadratseiten gebildet werden. Die Flächen werden ausgefüllt von vier Zeilen aus im Wechsel schwarzen und grauen Dreiecken.

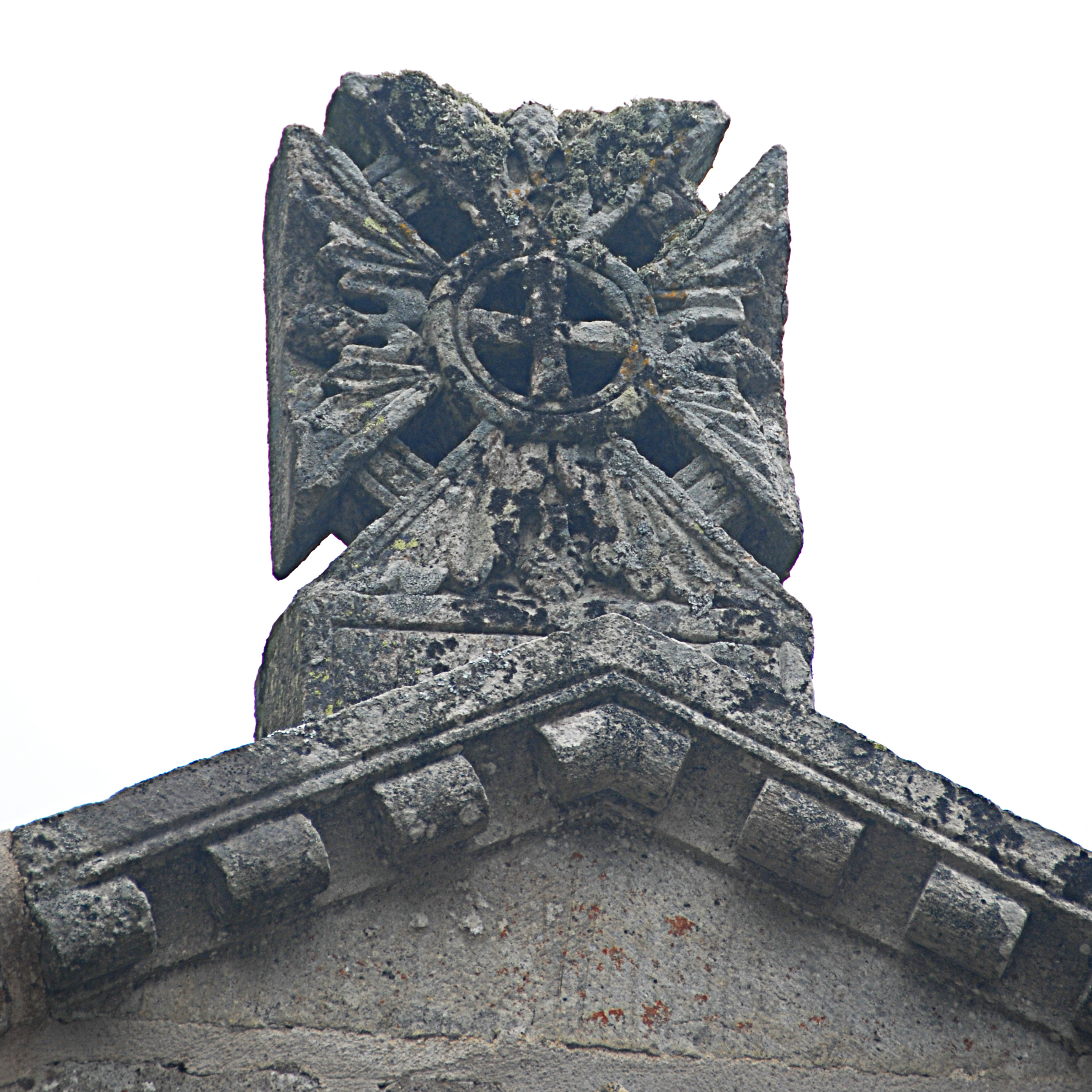
„Tatzenkreuz“ auf Narthexgiebel

Galerie Narthex
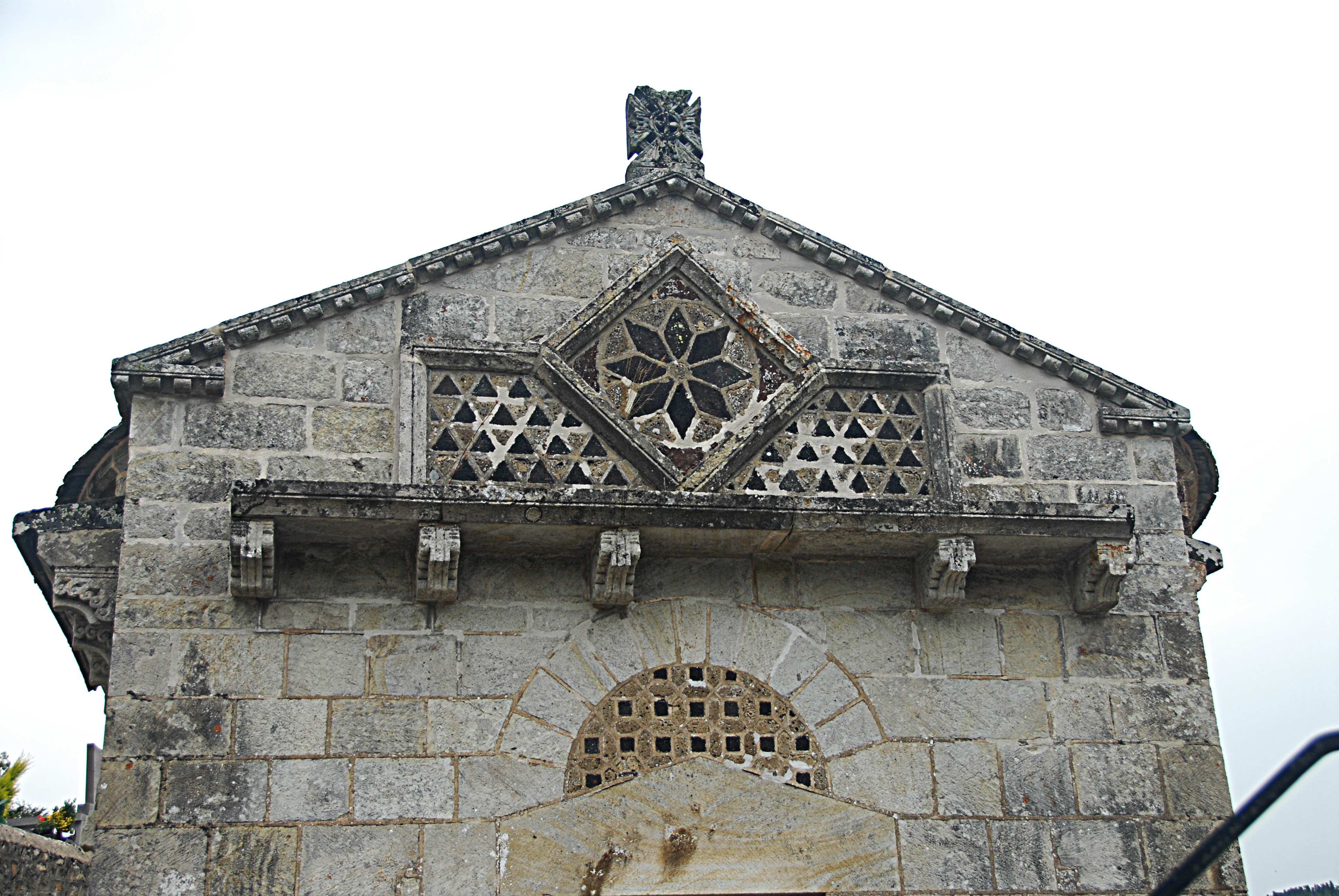
Narthexgiebelwand
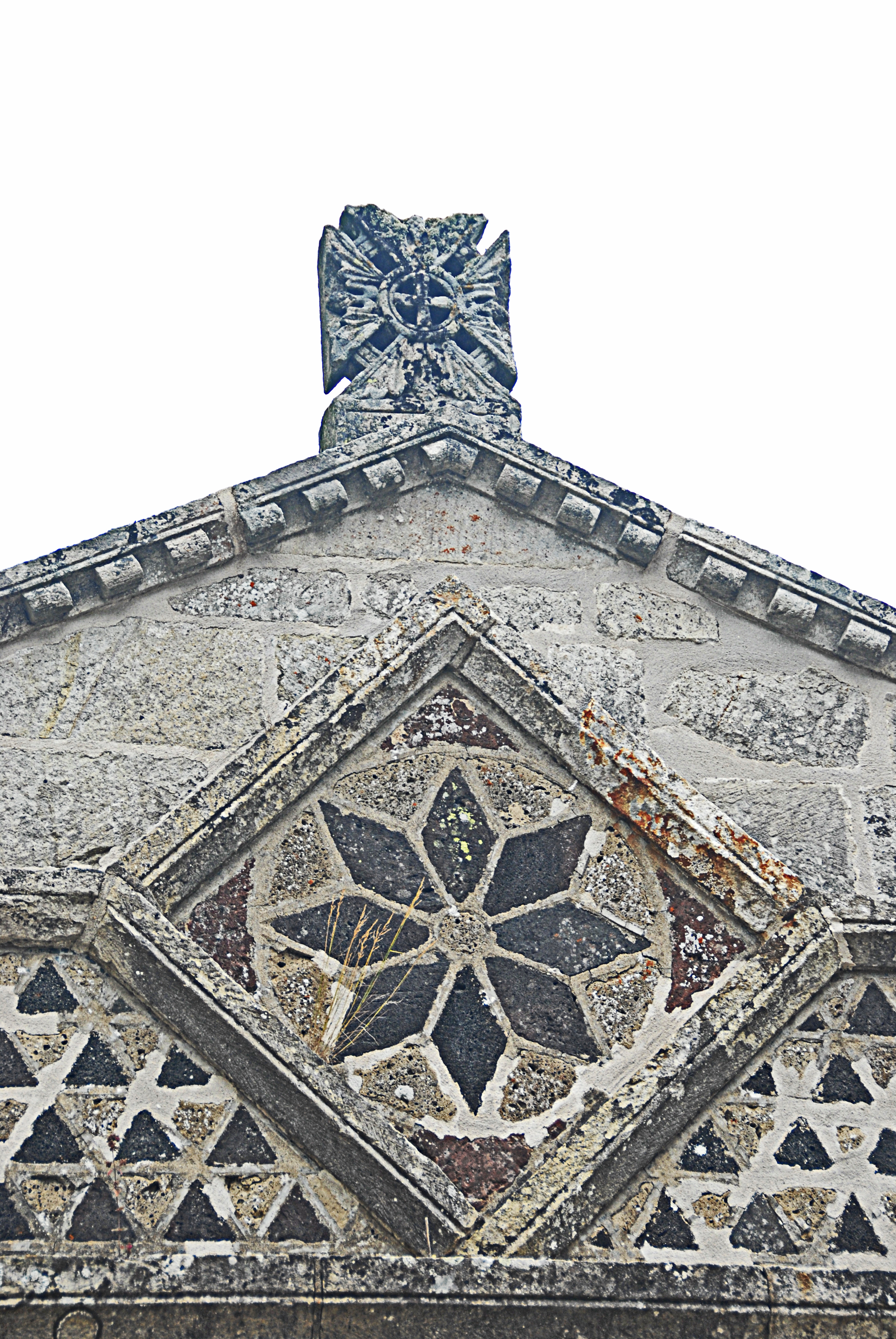
Inkrustationen und Rollenfries
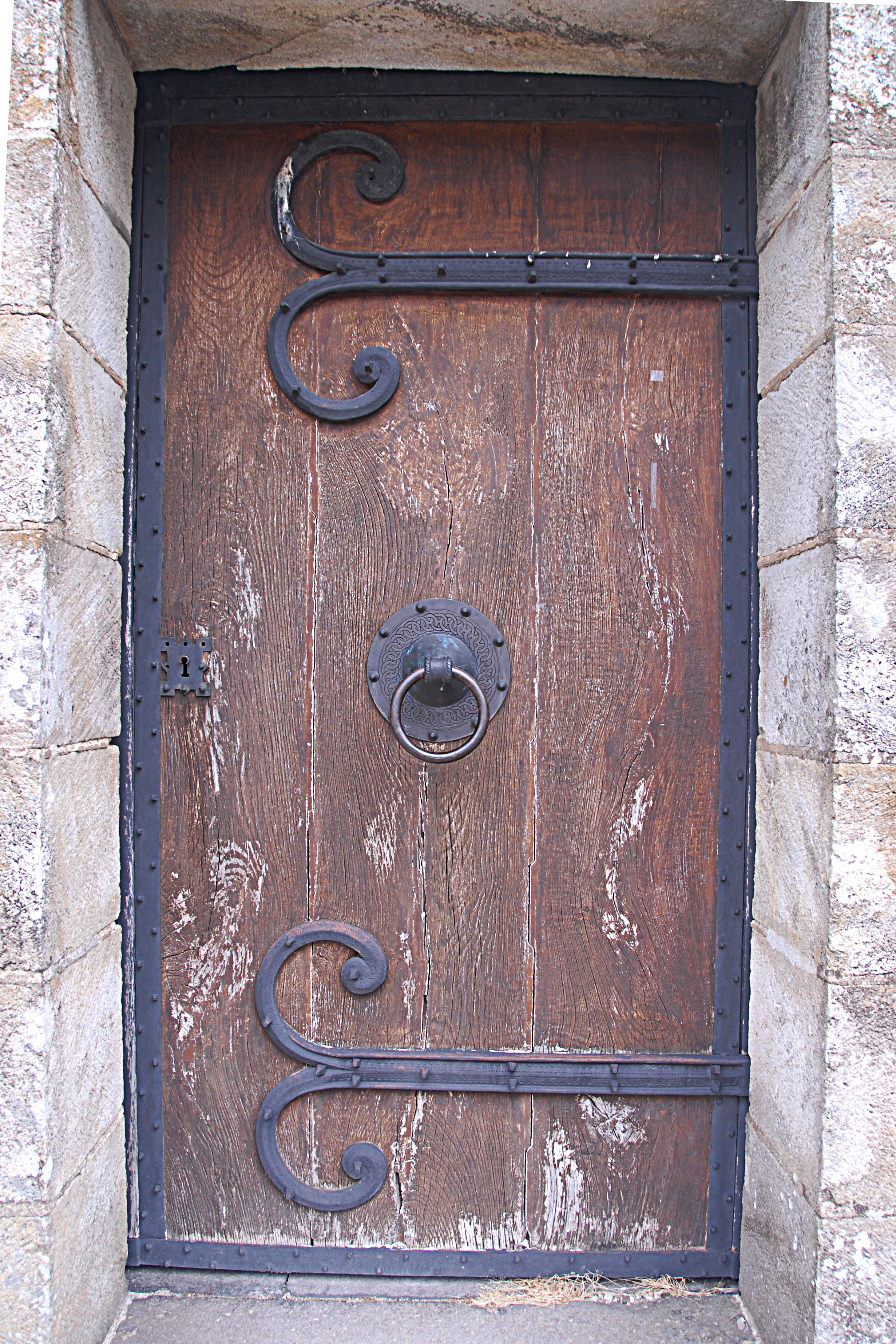
Narthextür
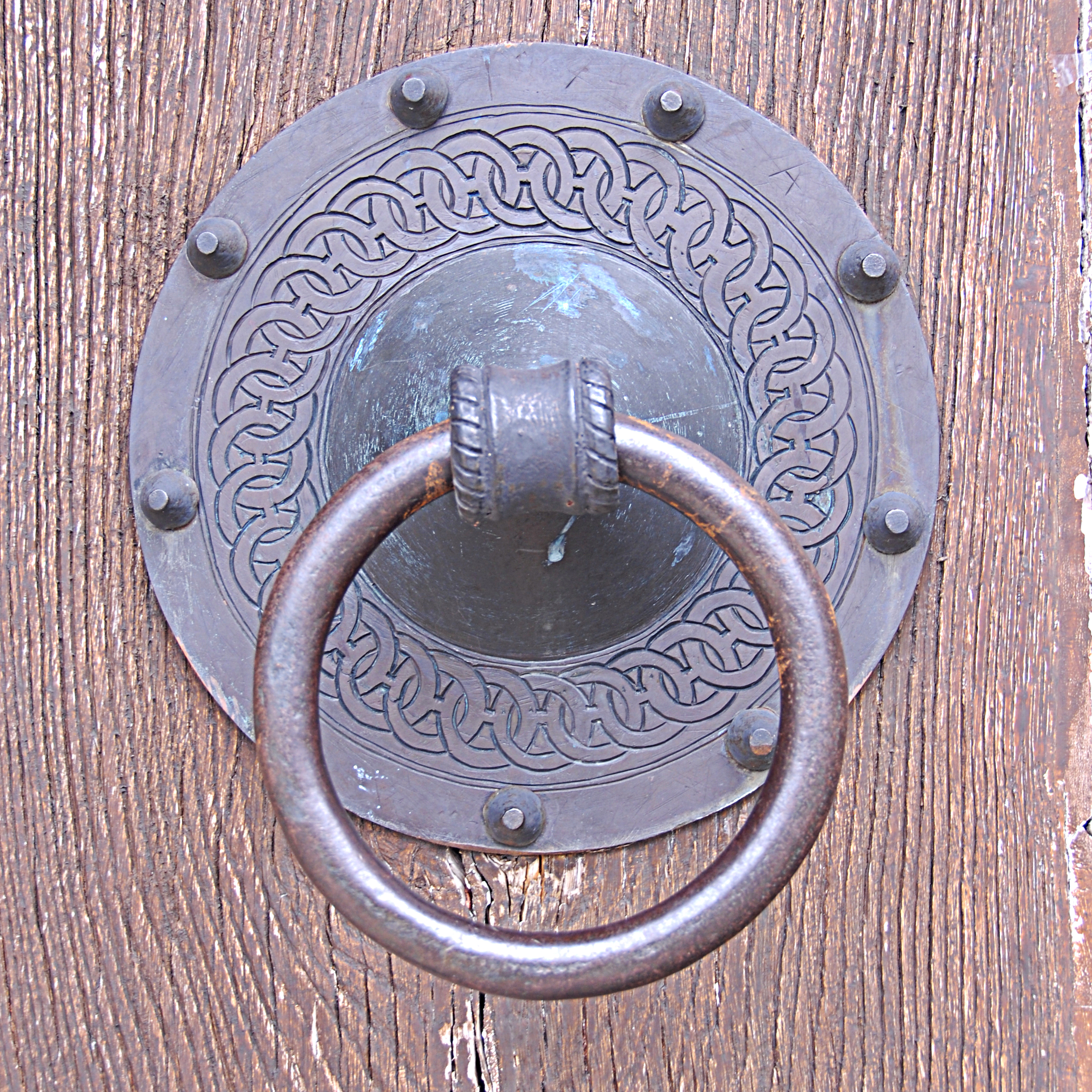
Bronzener Greifring auf Narthextür

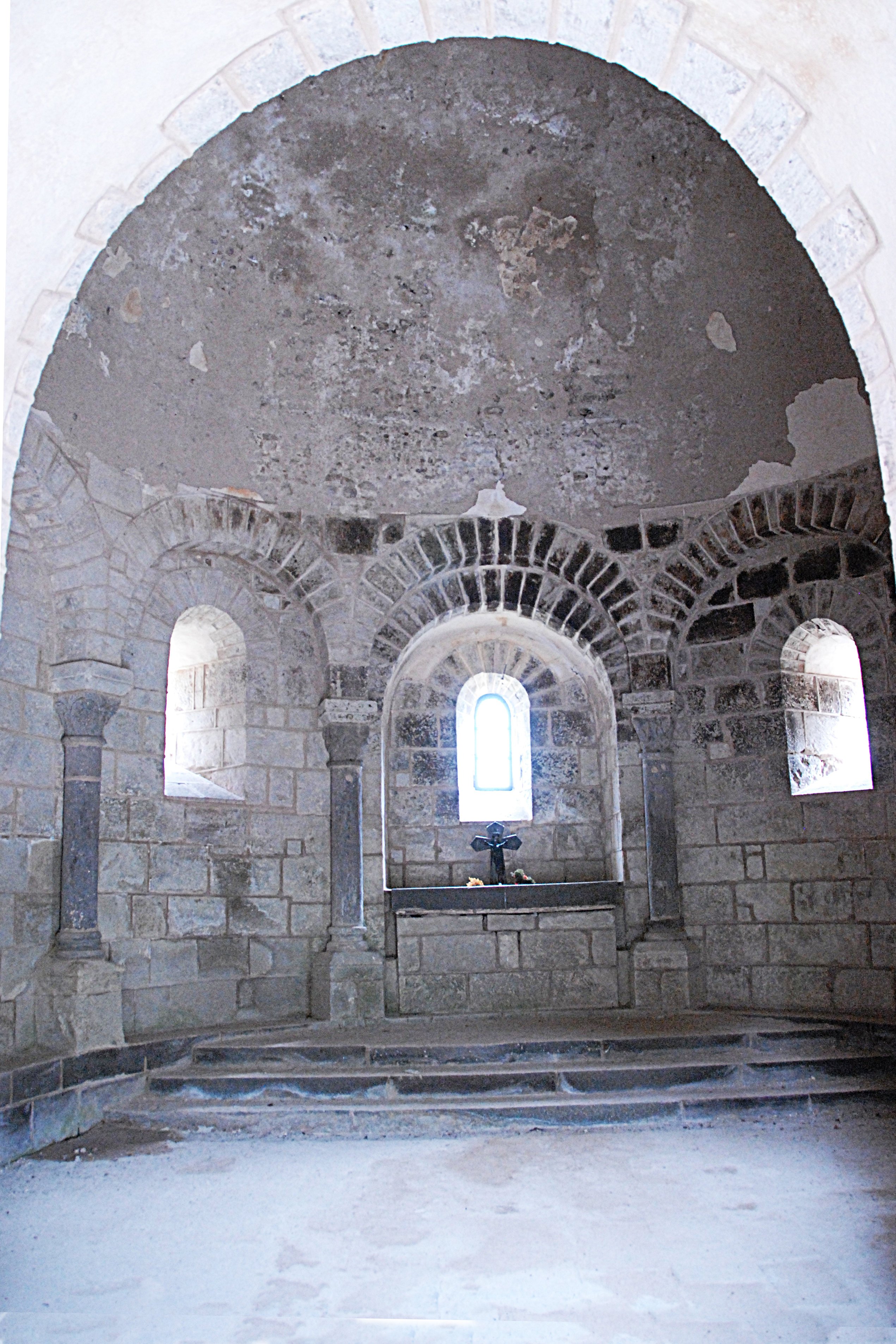
Chambon-sur-Lac, Inneres aus Narthex

Der First des Giebelfeldes wird von einem quadratischen „Tatzenkreuz“ bekrönt, dessen Arme breit aufgefächert und von einem großen Kreisring hinterlegt sind. Im Zentrum gibt es einen kleineren leicht vorspringenden Kreisring, der von einem kleineren einfachen Tatzenkreuz ausgefüllt ist. Die breiten Fächer der Arme des großen Kreuzes aus gefächerten Blattornamenten tragen in ihrer Mitte je eine Frucht, die einem Pinienzapfen gleicht, der von zwei kleinen Blattranken flankiert wird. Dieses Kreuz entspricht einer originalgetreuen Kopie der „Tatzenkreuze“ am Chorhaupt der nahen Prioratskirche Saint-Nectaire.
Im unteren Bereich des Narthexgiebels ist eine rechteckige Portalöffnung ausgespart, die mit einer einflügeligen Tür verschlossen wird, die mit schmiedeeisernen Bändern aufgehängt ist. Ein Greifring aus Bronze hängt an einer kreisförmigen Platte, die mit einem Motiv aus ineinander verschlungener Ringen dekoriert ist. Die Portalöffnung wird überdeckt von einem mächtigen monolithischen Türsturz, mit dachartig zu beiden Seiten flach geneigten Oberseiten. Darüber steht ein halbkreisförmiger aus oberflächenbündigen Keilsteinen gemauerter Bogen mit einer lichten Breite wie die der Türöffnung. Die Fläche zwischen Türsturz und Bogen ist mit einer Inkrustation ausgefüllt aus einem Gitterwerk grauer Mosaikplatten mit quadratisch schwarzen „Löchern“.

### Inneres
Die Wände der kreisförmigen Rotunde werden von sieben Blendarkaden gegliedert, zuzüglich eines etwas verzerrten Bogens des Narthex-Tonnengewölbes. Die Arkadenbögen werden aus Keilsteinbögen mit rechtwinkligen Kanten gebildet, die auf Säulen stehen, die mit skulptierten Kapitellen, profilierten Kämpferplatten mit abgeschrägten, teils gekehlten Unterkanten, zweifach profilierten Basen und kantigen Plinthen mit Abschrägung der Oberkanten, ausgestattet sind. Die Plinthen stehen auf würfelförmigen Konsolen in Höhe einer Mauerschicht, diese wiederum auf einem nicht vollständig umlaufenden Sockel. Die Hintergründe der Blendarkaden laufen hinter den kreisrunden Säulenschäften durch. Die Zwickel zwischen den Oberseiten der Keilsteine bis zur Höhe der Keilsteinscheitel sind mit Mauerwerk oberflächenbündig ausgefüllt.

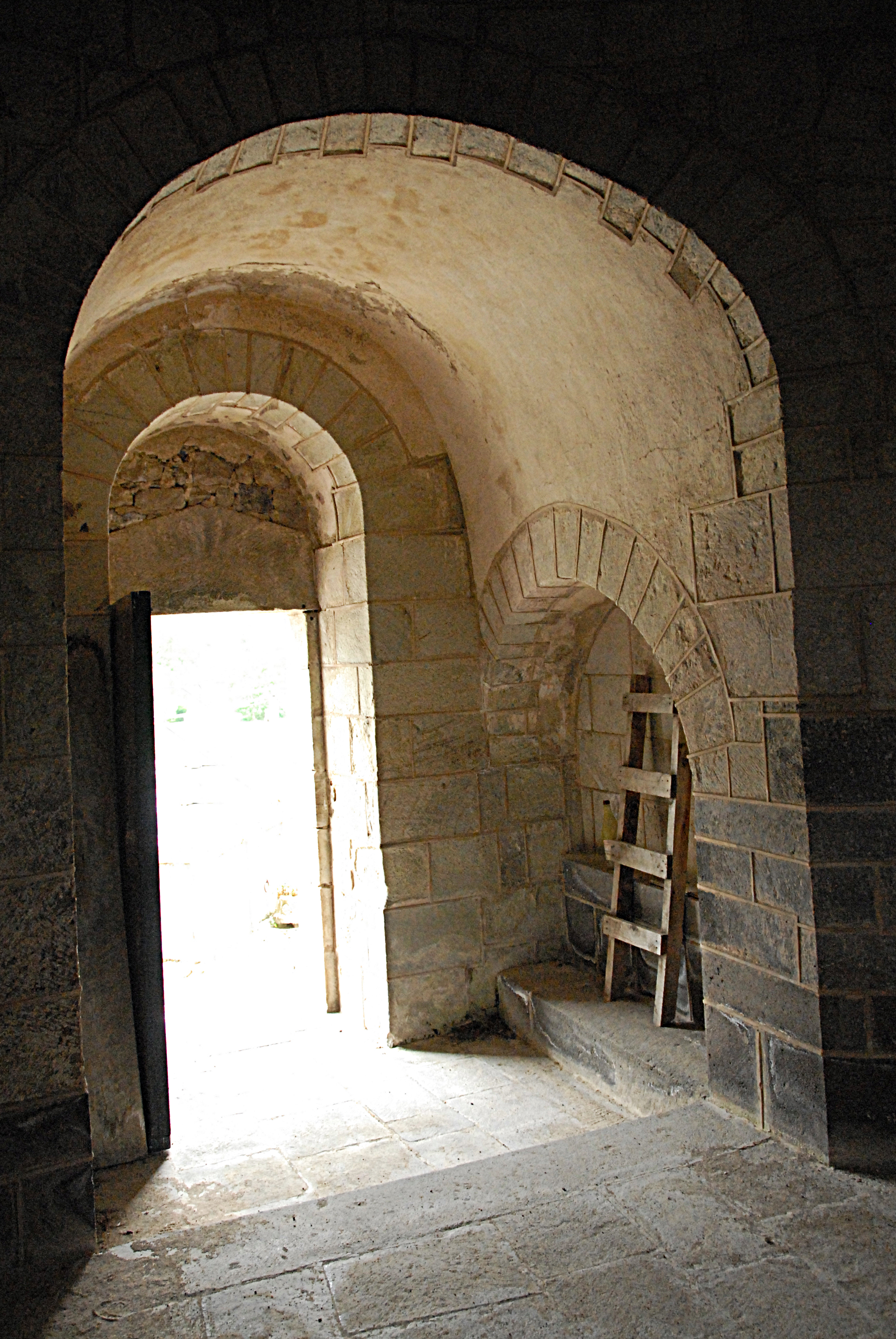
Narthex

Damit entstand das kreisrunde Auflager für die halbkugelförmige Kuppelkalotte, die ursprünglich glatt verputzt war. Dieser Putz ist heute nur in kleinen weißen Resten erhalten. In den nun fast gänzlich frei liegenden Teilen der Kuppel müssten eigentlich die Mauersteine des Gewölbes erkennbar sein. Stattdessen sieht man eine graue Mörtelfläche, die von gemischtkörnigem Kies durchsetzt ist und damit an Beton erinnert. Eine einleuchtende Erklärung ist dafür nicht bekannt.
In drei der Blendarkadennischen sind rundbogige Fensteröffnungen ausgespart, deren Gewände und Fensterbänke nach außen hin bis auf einen schmalen Schlitz zusammenlaufen. In der mittleren Arkade ist eine im Grundriss rechteckige Mauernische eingelassen. Sie ist so breit wie der lichte Abstand der Säulenkonsolen und wird oberseitig von einem zusätzlichen Keilsteinbogen überdeckt. In der Nischenrückwand ist eine rundbogige Fensteröffnung ausgespart mit nach außen zulaufenden Gewänden. Die äußere Fensteröffnung ist allerdings nicht ganz so schmal wie bei den übrigen Fenstern.
In der Nische steht ein gemauerter allseits geschlossener Altarblock mit einer leicht auskragenden Deckplatte aus Basaltlava.
Vor dem Altar befindet sich ein Podest in Höhe des Wandsockels, zu dem drei Stufen hinaufführen, die gemeinsam gegen die Sockel stoßen.
Die Wände und Keilsteinbögen bestehen aus glatten, überwiegend grauen Werksteinen, die in regelmäßigen, gleich hohen Steinschichten vermauert sind. Auch die Säulen und Kapitelle weisen meist denselben Farbton auf. Im östlichen Bereich der Rotunde sind die Werksteine teilweise dunkler, fast sogar schwarz.
Die Ursache für den außermittigen Versatz des Narthexanbaus ist nicht bekannt. Er besteht aus einem rechtwinkligen Grundriss, der von der inneren Rundung der Rotunde bogenförmig schräg abgeschnitten wird. Er wird von einem verputzten Tonnengewölbe überdeckt. In die Seitenwände sind rundbogige Nischen eingelassen, deren halbkreisförmige Bögen aus Keilsteinen gemauert sind. Im Nischenhintergrund ist ein Mauersockel eingefügt. Die außen rechteckige Türöffnung ist innenseitig erhöht und wird von einem Bogen überdeckt, der dem äußeren Bogen entspricht. Der monolithische Türsturz mit den oberseitigen Abschrägungen ist auch innenseitig erkennbar.

Galerie innere Blendarkaden
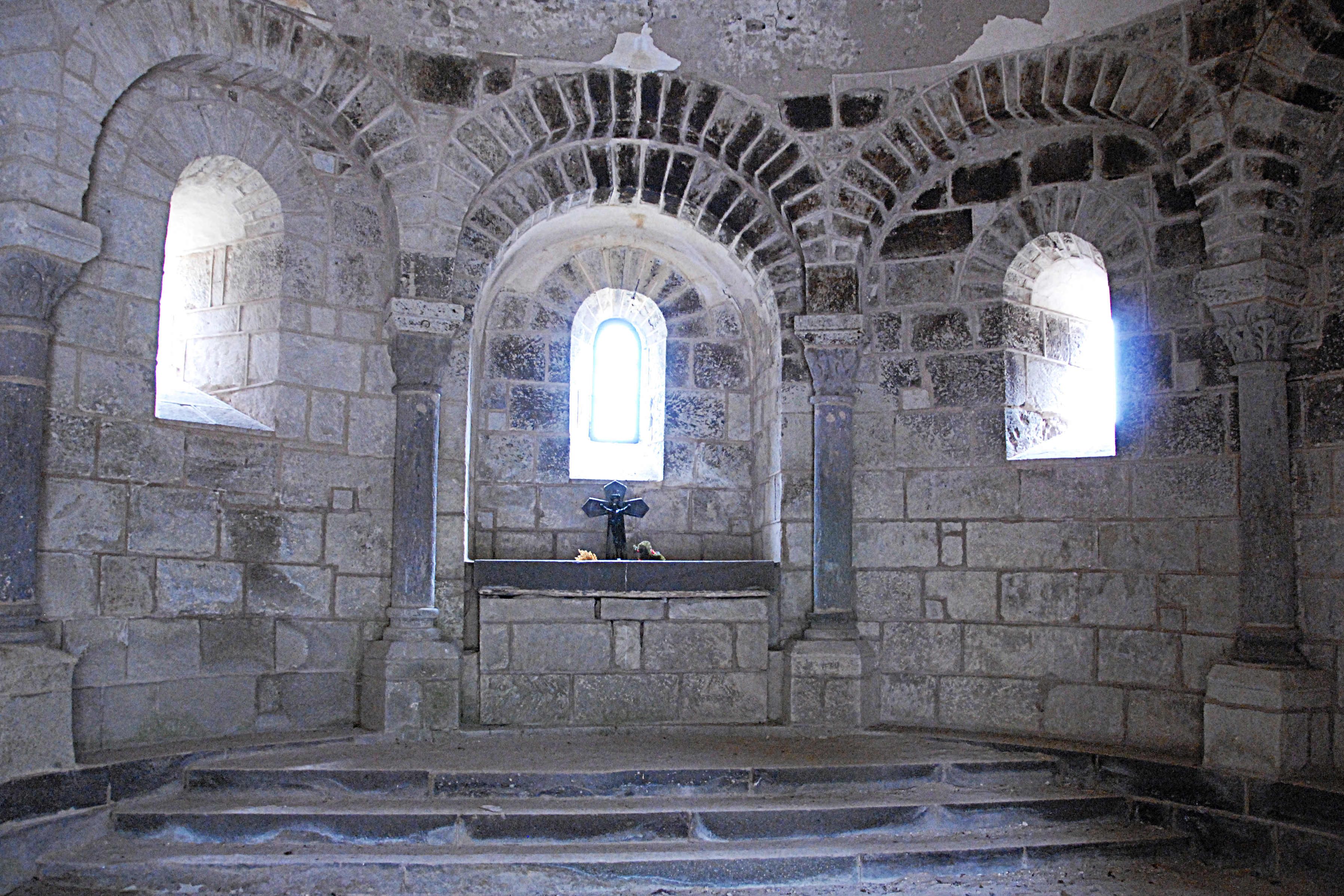
Blendarkaden, Altar in Wandnische
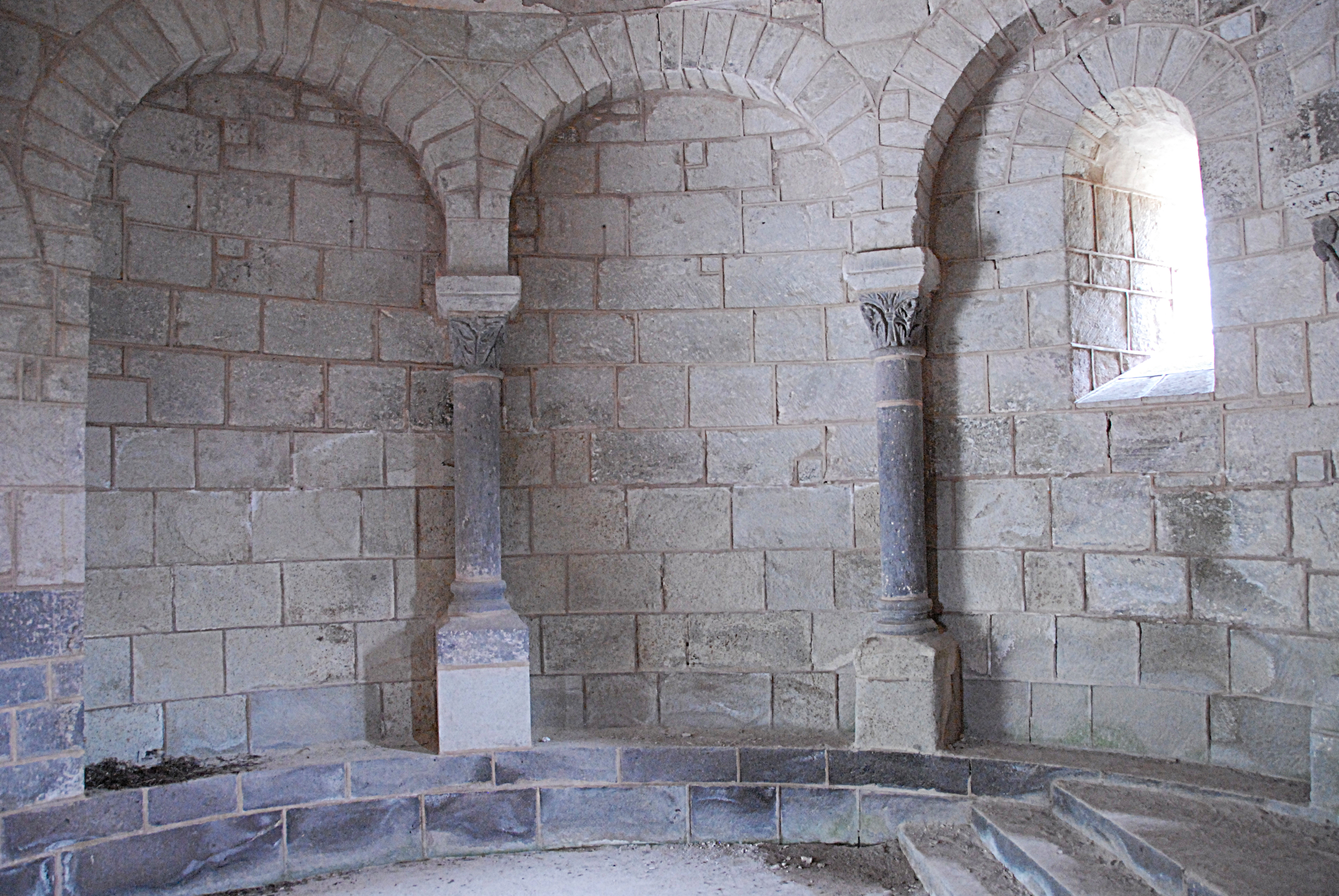
Blendarkaden, links vom Altar
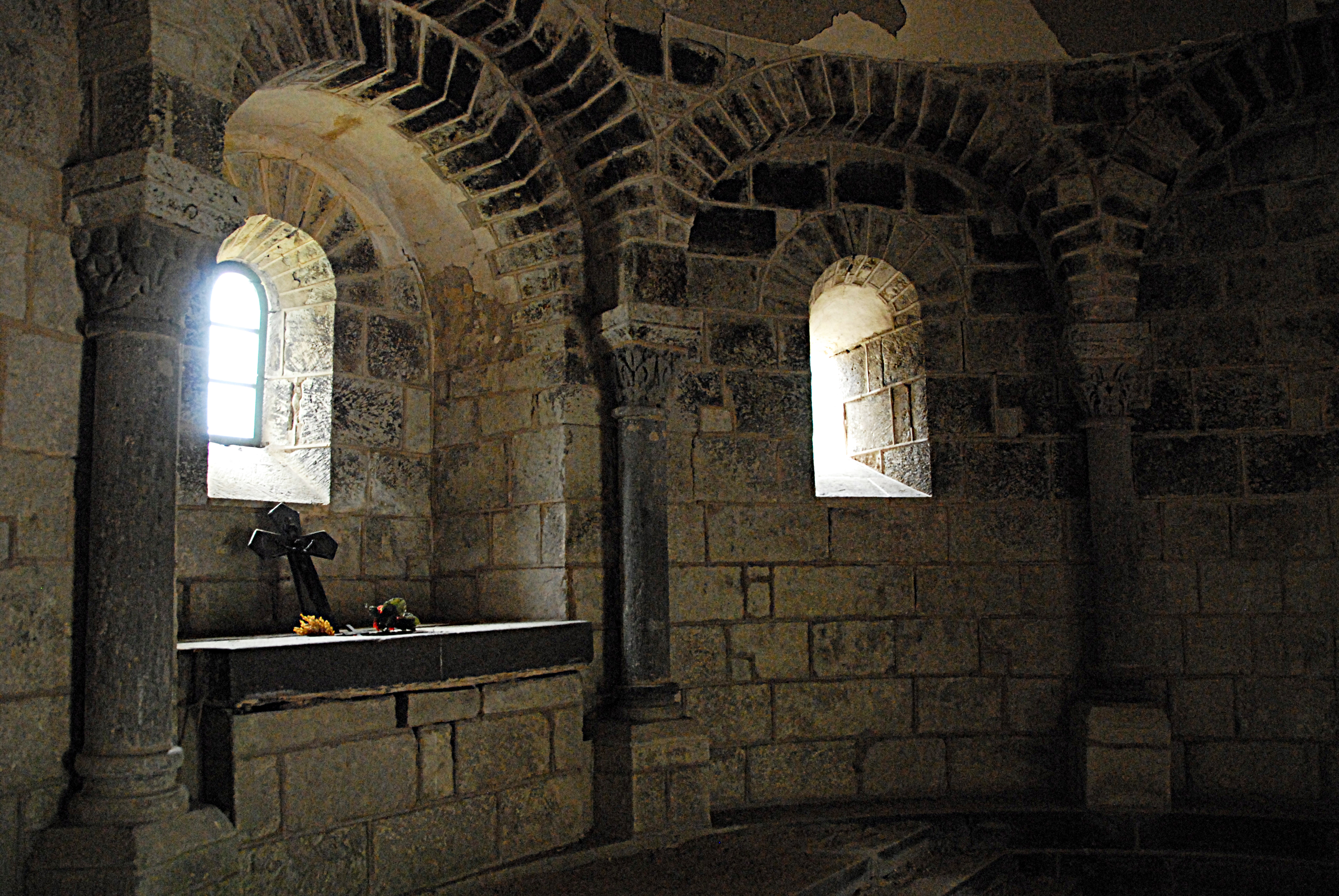
Blendarkaden, rechts vom Altar
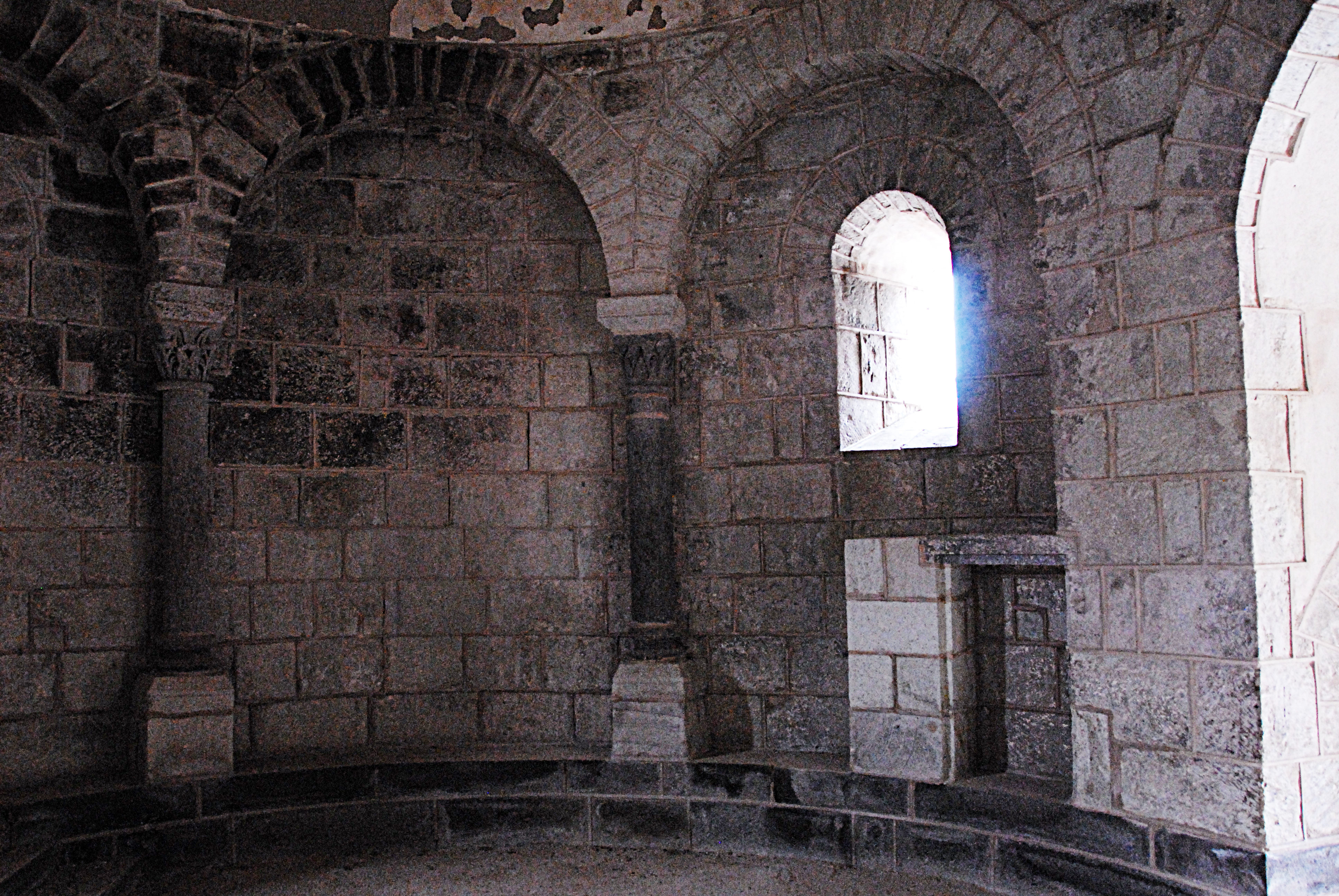
Blendarkaden, links vom Narthex

## Kapitellskulptur

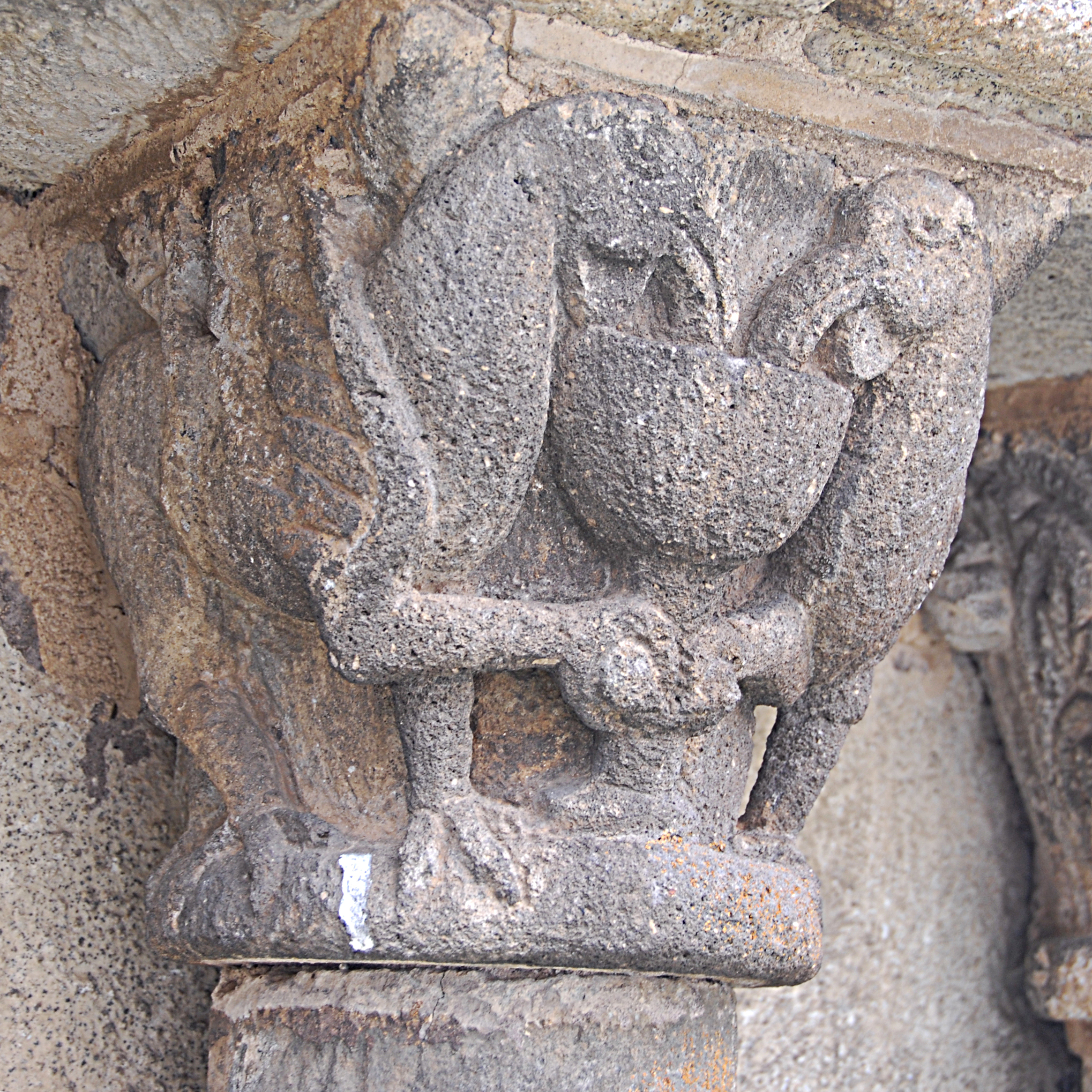
Kapitell,2 Greife trinken aus einem Kelch

### Äußere Kapitelle
In der Mitte der ersten Nische, die nach Südwesten weist, gibt es ein Kapitell mit der Darstellung Adams und Evas beidseitig des Baums der Erkenntnis. Der Baum besitzt eine spiralförmig gewundenen Stamm, den beide unter der Baumkrone ergreifen. (Siehe erstes Foto der Nischen mit Säulchen.)
Ein anderes Kapitell zeigt eine Szene, die große Ähnlichkeit mit einem Kapitell an einer Chorkapelle der Stiftskirche Notre-Dame du Port in Clermont-Ferrand aufweist. Dargestellt ist ein Kelch, auf dessen Seiten ihm zugewandt zwei vierbeinige geflügelte Greife (Drachen) stehen, die mit ihren Krummschnäbeln gleichzeitig aus dem Kelch trinken. Mit ihren inneren Klauen greifen sie den Fuß des Kelchs.

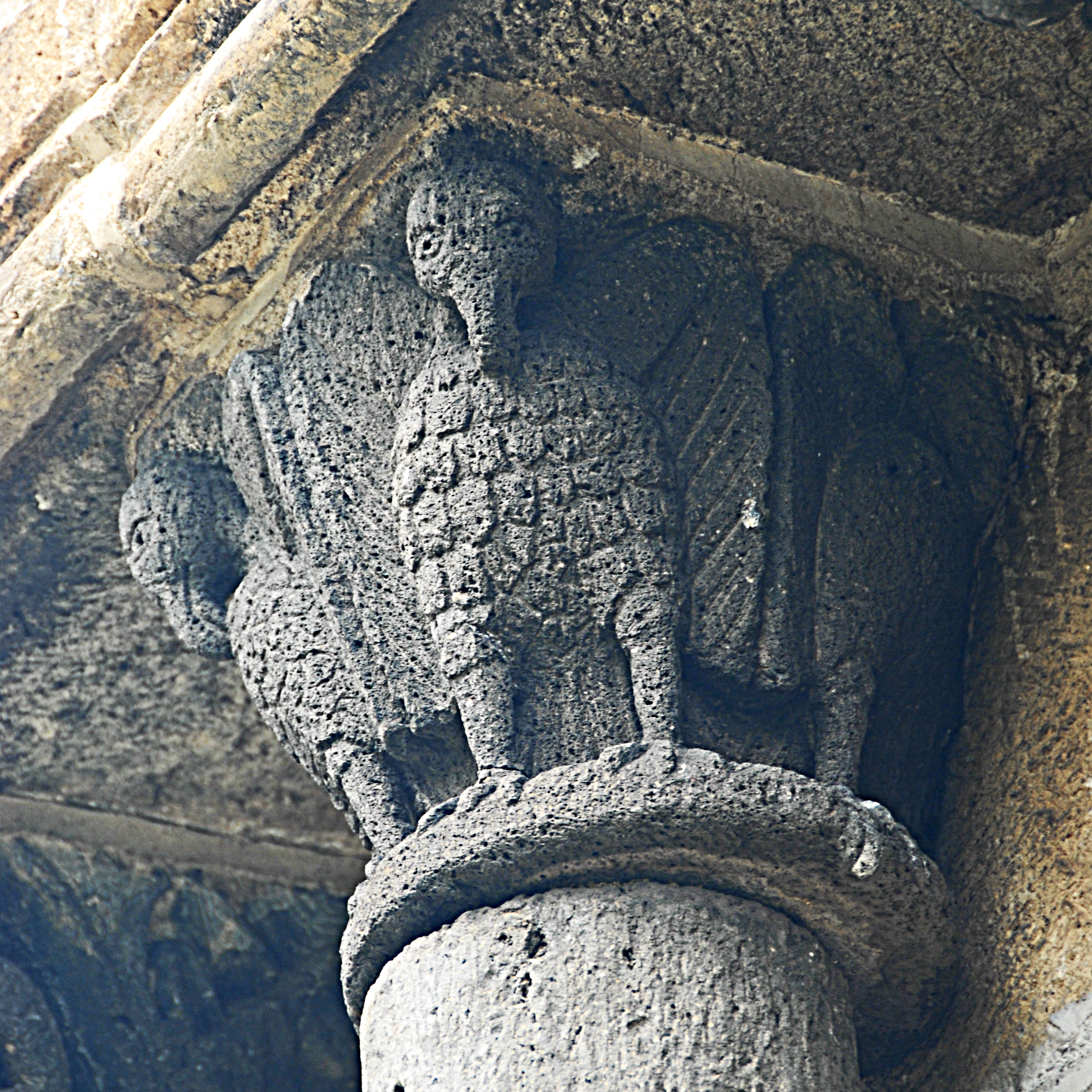
Kapitell, Adler und Pelikane

Ein weiteres Kapitell präsentiert vier Greifvögel, an ihren Krummschnäbeln als solche zu erkennen, die frontal zum Betrachter aufrecht stehen, mit ausgebreiteten Flügeln. Ihre Köpfe sind abwärts gerichtet und ihre Schnabelspitzen berühren ihr Brustgefieder. Die äußeren Vögel werden von der Nischenwand angeschnitten. Es könnten hier sowohl Adler oder Phönixe gemeint sein, aber auch Pelikane, deren falsch dargestellte Gestalt der Unkenntnis der mittelalterlichen Steinmetze über das Aussehen orientalischer Tiere zuzuschreiben ist.
Die Vogelmotive stammen aus dem Physiologus, einem frühchristlichen Kompendium der Tiersymbolik aus dem zweiten Jahrhundert. Zum Adler, Phönix und zum Pelikan heißt es dort:
Aquila: Wenn der Adler alt wird, so werden seine Flügel schwer, und seine Augen verdunkeln sich. Dann sucht er eine klare Quelle und fliegt von hier empor zur Sonne, wo er die Flügel und Augen ausbrennt. Darauf lässt er sich herab in die Quelle, taucht dreimal darin unter und wird so verjüngt. So soll der Mensch, wenn die Augen seines Herzens dunkel sind, sich zu Christus, der Sonne der Gerechtigkeit, erheben und sich in der Quelle des ewigen Lebens im Namen des Vaters, des Sohnes, und des heiligen Geistes verjüngen. [GkS 1633 f.31v-32]

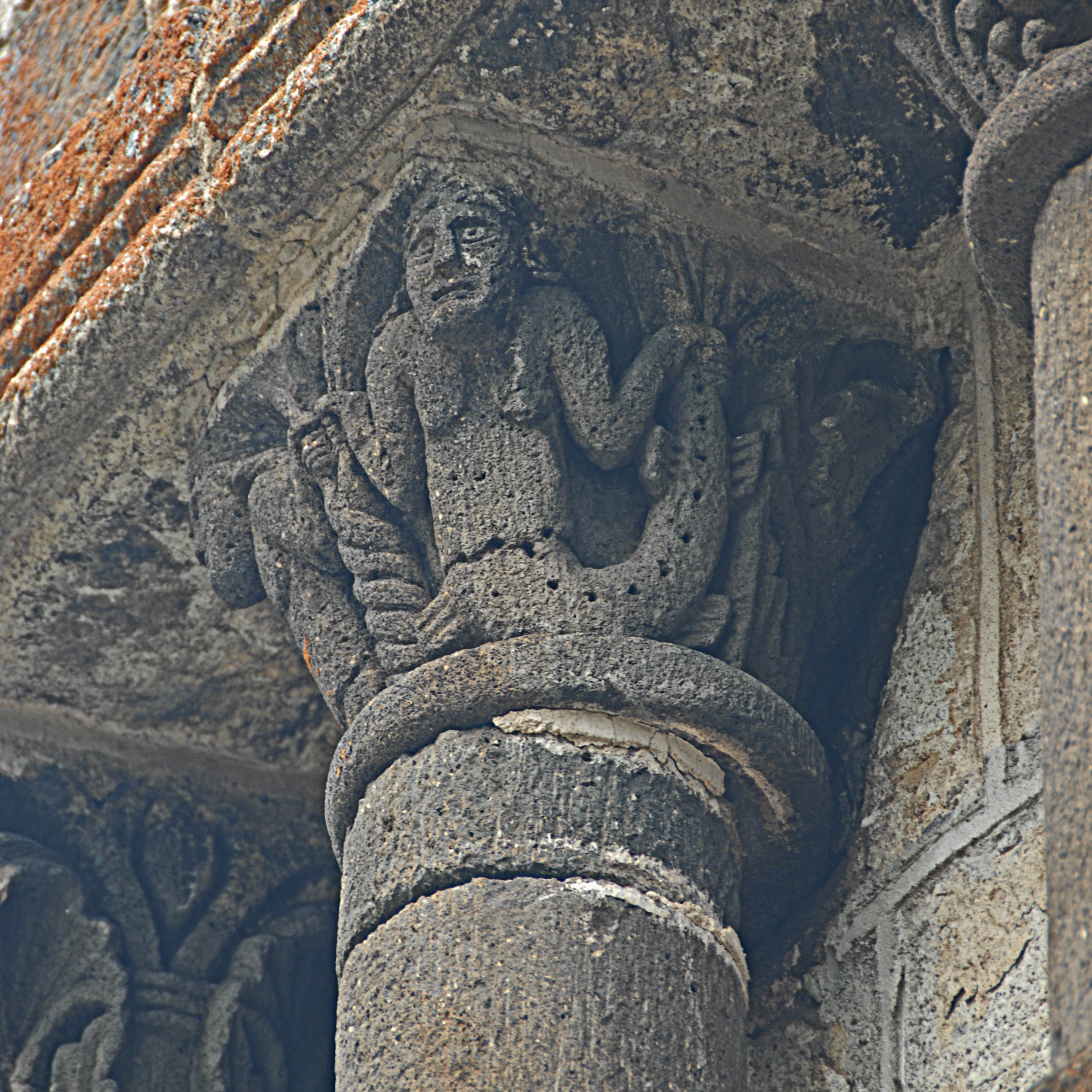
Kapitell, Sirene

Phoenix: Der Phönix lebt in Indien (oder Arabien). Immer nach 500 Jahren geht er auf den Libanon, füllt dort seine Flügel mit wohlriechenden Kräutern und begibt sich dann damit nach Heliopolis, wo er sich im Sonnentempel auf dem Altar verbrennt. Aus der Asche aber entsteht am nächsten Tage ein Wurm, der sich am zweiten Tag zu einem jungen Vogel entwickelt, bis am dritten der Phönix selbst in seiner früheren Gestalt wieder daraus hervorgegangen ist und sich dann an seinen alten Aufenthaltsort zurück begibt. Der Phönix ist ein Symbol Christi, der am dritten Tag vom Tode auferstand. Die zwei Flügel, mit Wohlgerüchen gefüllt, bedeuten das Alte und Neue Testament, voll von den göttlichen Lehren. [GkS 1633 f.37-38]
Pelicanus: Der Pelikan zeichnet sich durch die große Liebe zu seinen Jungen aus. Wenn diese aber heranwachsen, so schlagen sie ihre Eltern ins Gesicht, und diese schlagen sie wieder und töten sie dadurch. Dann aber erbarmen sie sich, und am dritten Tage kommt die Mutter (nach andern Texten der Vater), öffnet ihre Seite und lässt ihr Blut auf die toten Jungen träufeln, wodurch sie wieder lebendig werden. So verwarf Gott die Menschheit nach dem Sündenfall und übergab sie dem Tode; aber er erbarmte sich unser wie eine Mutter, da er durch seinen Kreuzestod uns mit seinem Blut zum ewigen Leben erweckte. [GkS 1633 f.39v-40]
Die Gestalt auf einem weiteren Kapitell ist eine Sirene, die ihre beiden gespreizten Fischschwänze mit den Händen seitwärts hochhält. Ihr rechter Schwanz ist korkenzieherartig gewendelt. Im Physiologus heißt es dazu:
Sirena et onocentaurus: Die Sirenen und Onokentauren in ihrer halb menschlichen halb tierischen Gestalt gleichen den Häretikern, die unter dem Schein von Glauben und Frömmigkeit (der menschliche Oberleib) sich in die Kirche einschleichen und die Einfältigen betrügen. [GkS 1633 f.40v]
Das nächste Kapitell steht in einer Ecke der Nische und besitzt dadurch nur zwei Sichtseiten. Auf der freien Kante des Kapitells hockt eine bärtige menschliche Gestalt frontal zum Betrachter, mit weit gespreizten Beinen, und streckt ihm die Zunge heraus. Sein weites Gewand reicht ihm fast bis zu den Füßen.
Die übrigen Kapitelle weisen pflanzliche Skulpturen auf, einige auch mit darin eingefügten figürlichen Darstellungen.

Galerie äußere Kapitelle
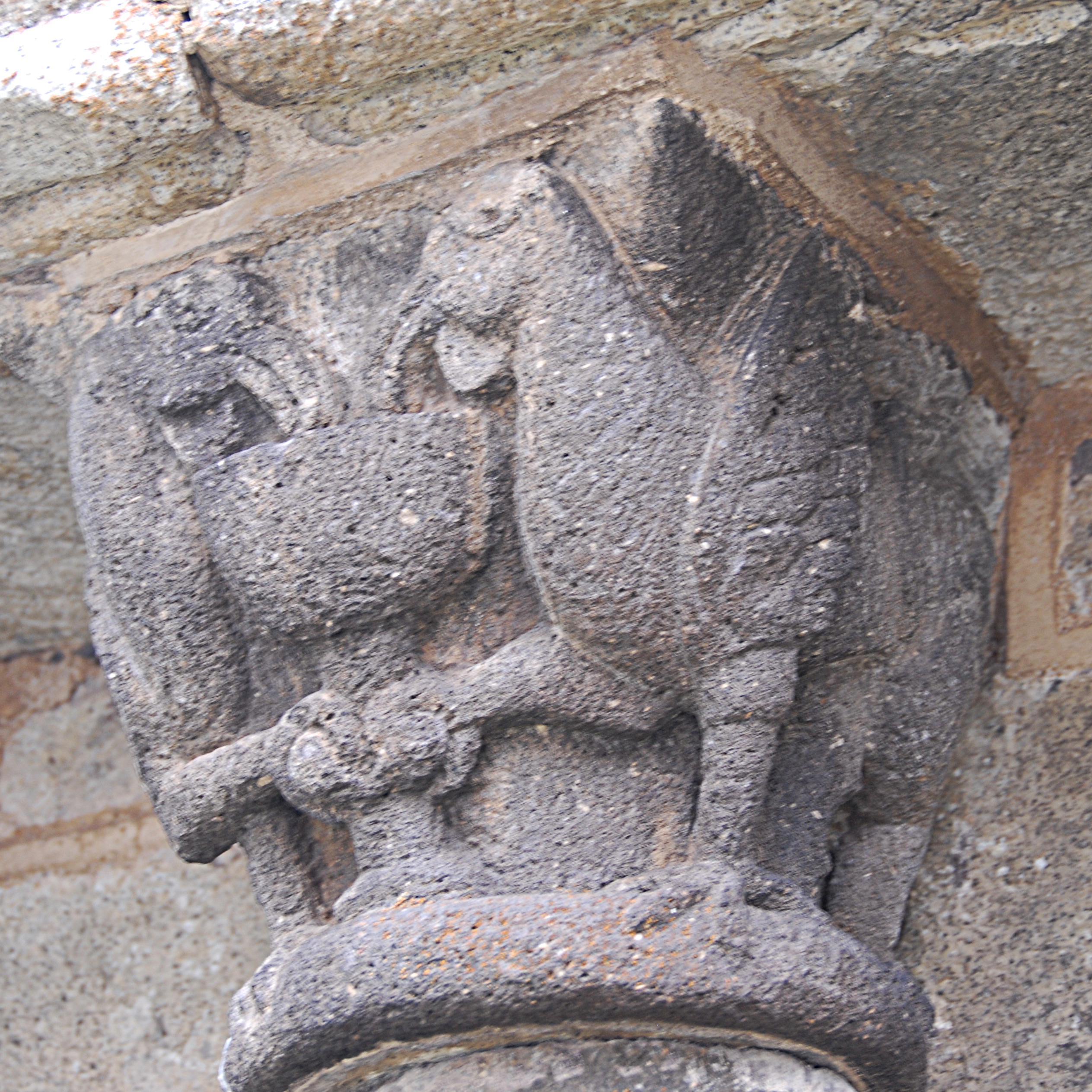
Kapitell, 2 Greife trinken aus Kelch
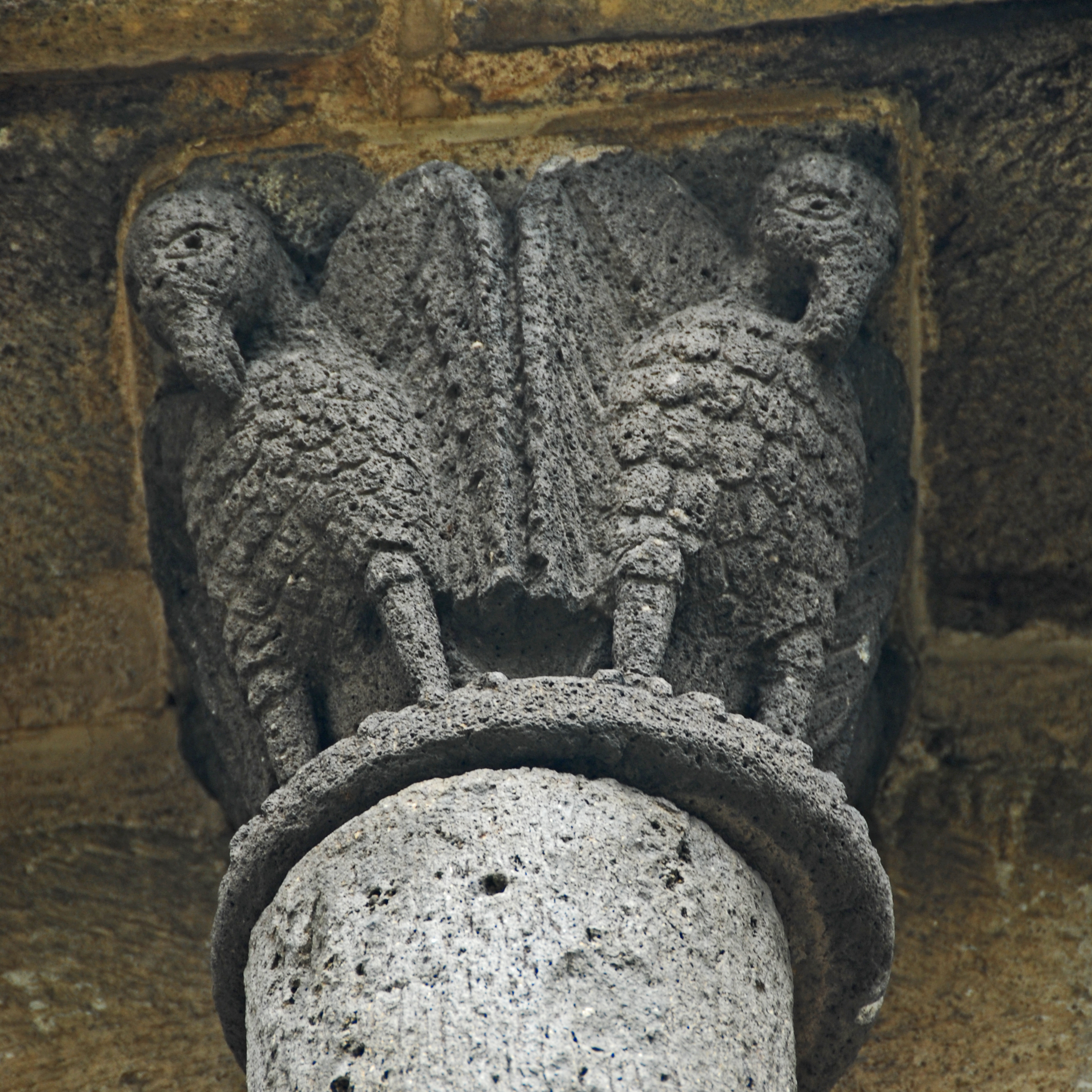
Kapitell, Adler oder Pelikane
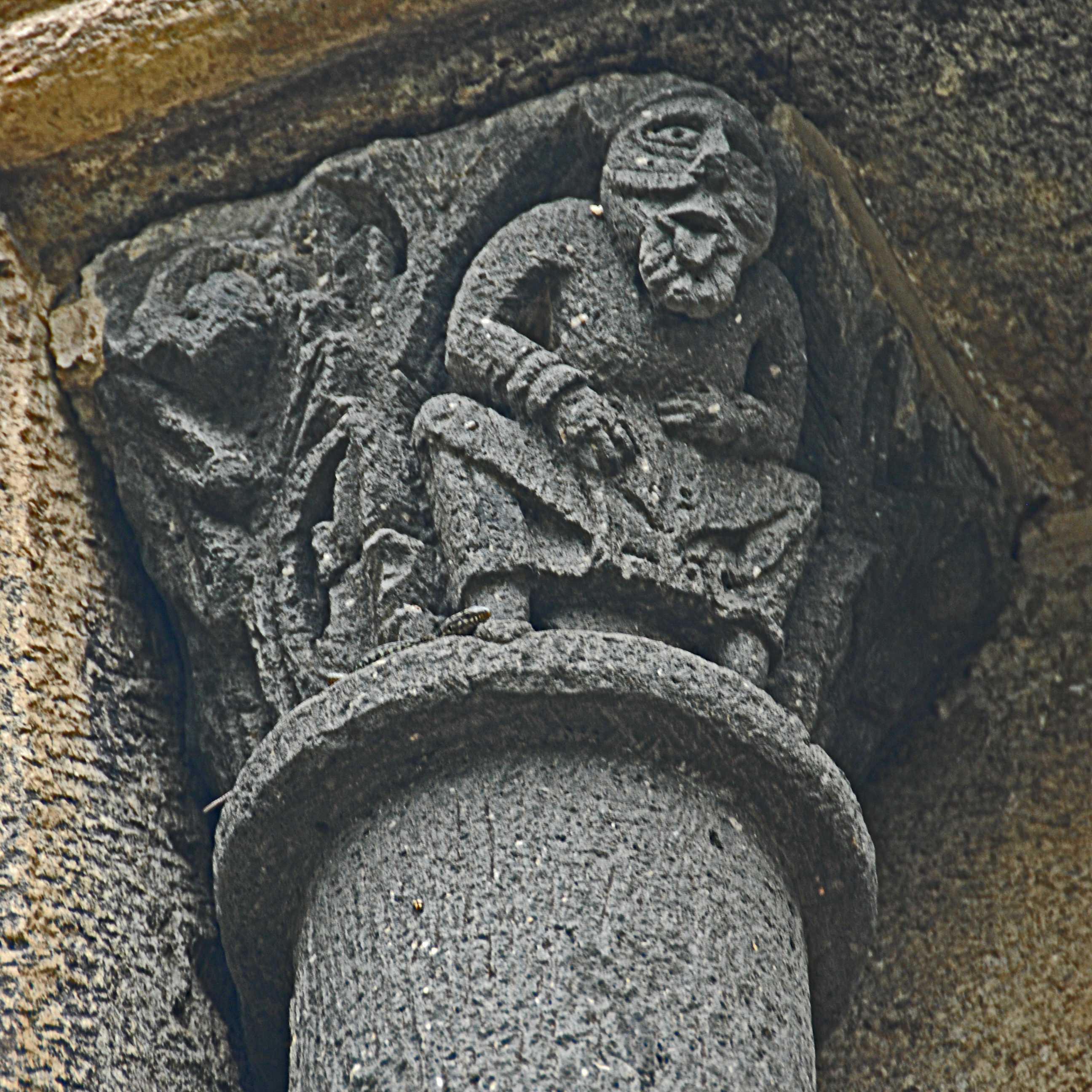
Kapitell, hockender Mann streckt Zunge raus
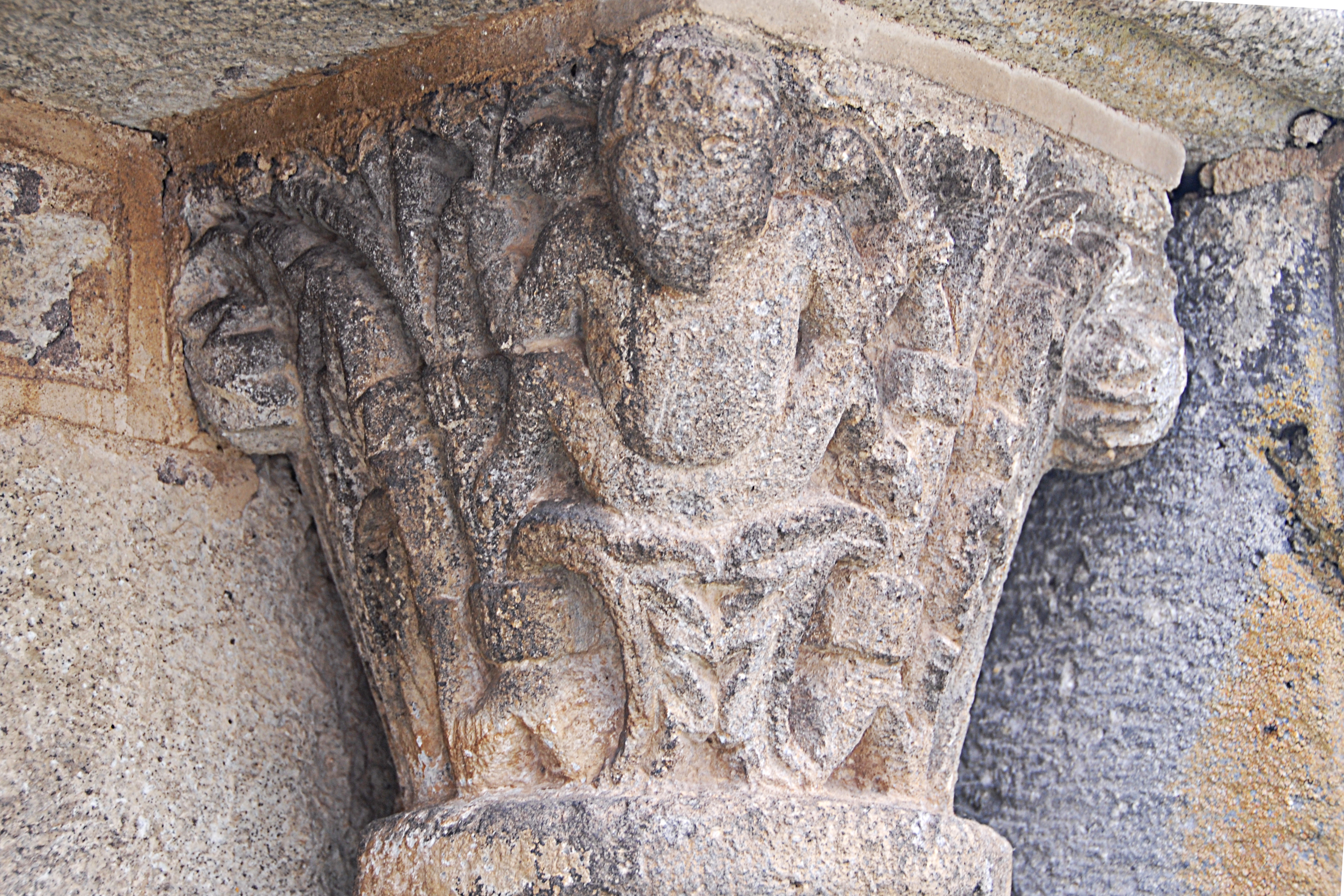
Kapitell, Mensch hockt im Pflanzenwerk

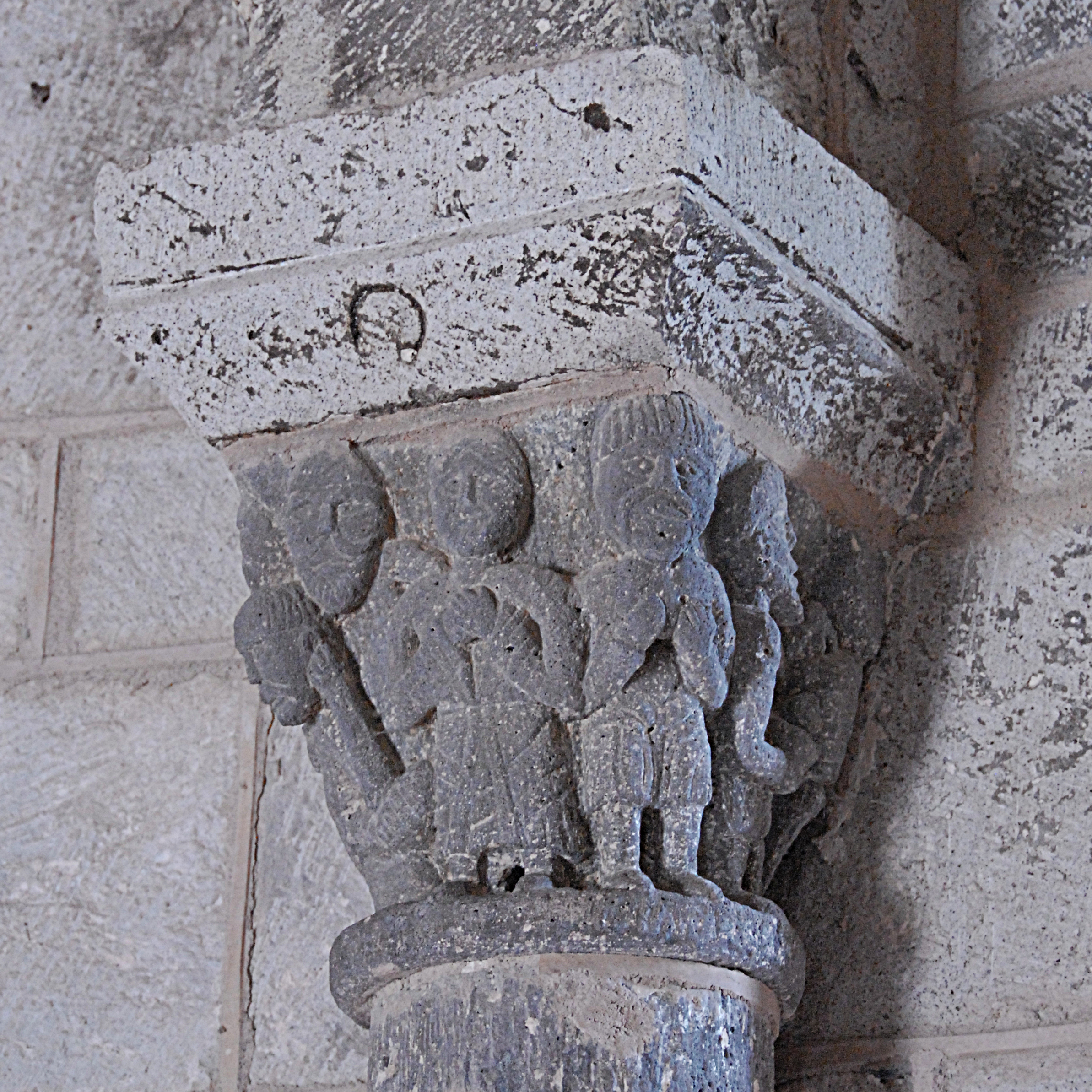
Kapitell, 9 Männer, Frontseite

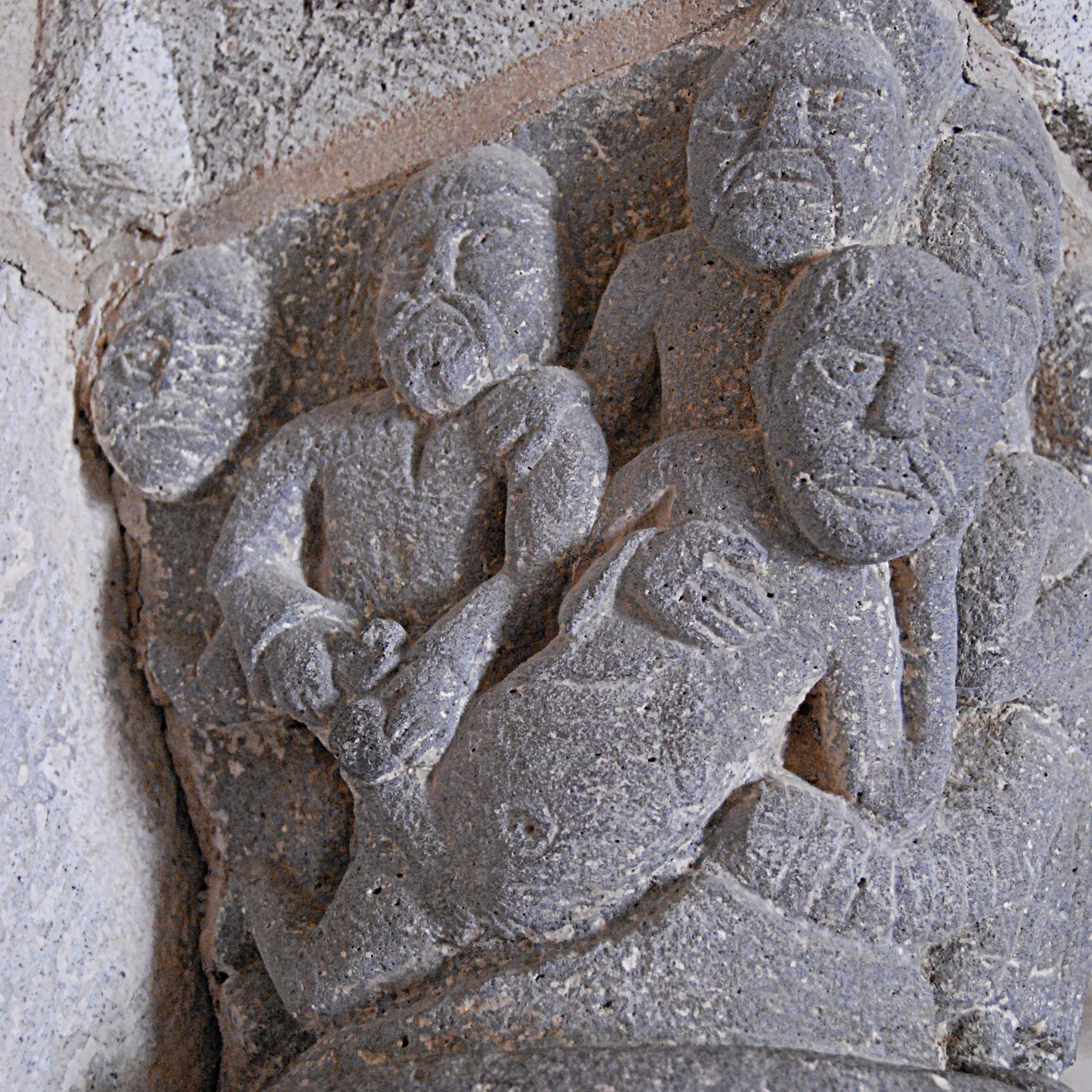
Kapitell, 9 Männer, Detail linke Seite

### Innere Kapitelle

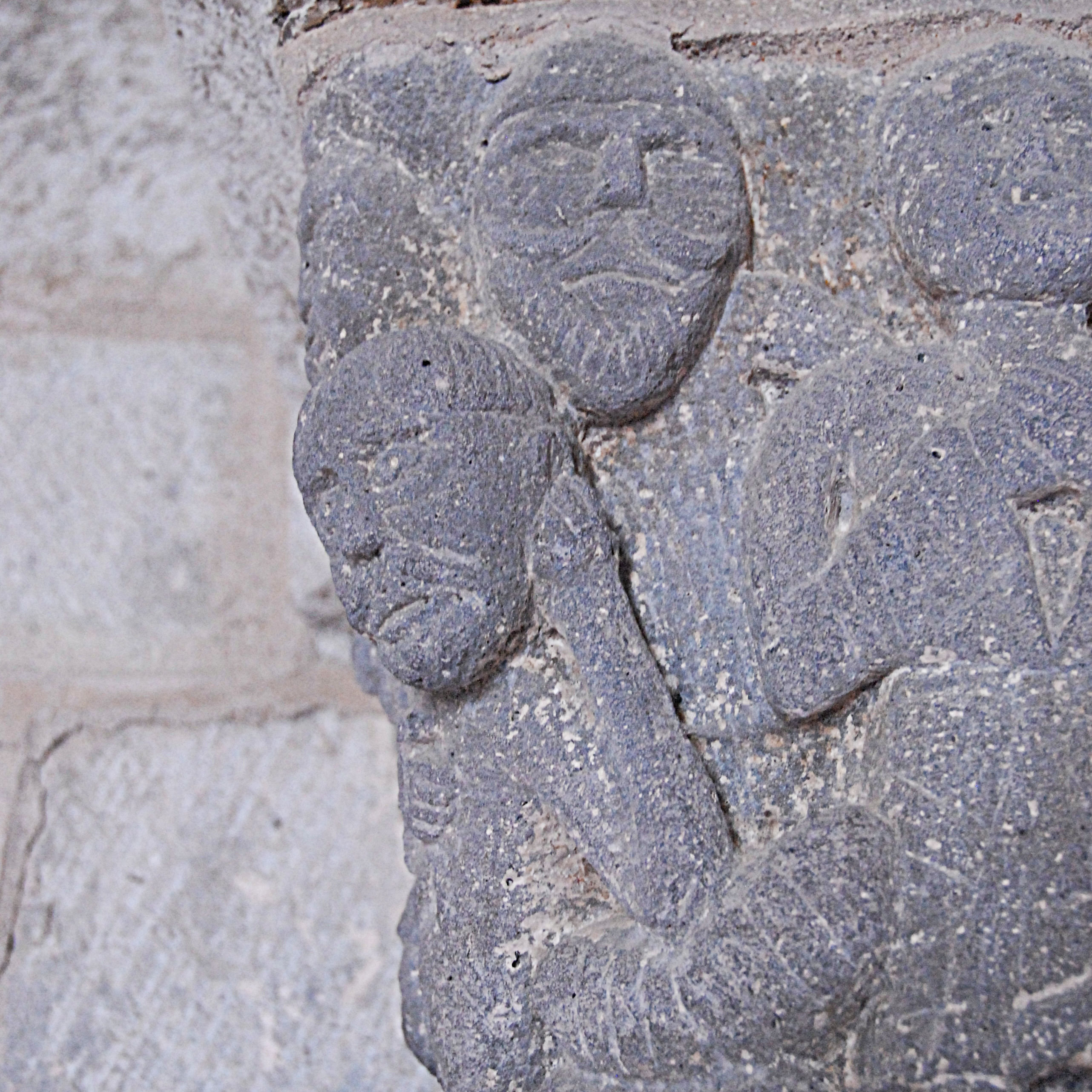
Kapitell, 9 Männer, Detail linke Ecke

Im Innern der Rotunde gibt es lediglich ein einziges figürlich skulptiertes Kapitell, und zwar unmittelbar links neben dem Altar. Auf ihm sind insgesamt neun männliche überwiegend bärtige oder schnauzbärtige Personen in stehender Haltung dargestellt, in Kleidung gehobener Persönlichkeiten.
Auf der linken Kapitellseite liegt ein offensichtlich Unbekleideter (mit sichtbarem Bauchnabel) mit der linken Körperseite auf einem dekorativen Kissen und stützt darauf seinen Kopf mit dem linken Arm ab, erkennbar als eine Person mit Ansehen. In seiner Hüftgegend ist ein Anderer mit einer rätselhaften Angelegenheit beschäftigt. In den Quellen reichen die Deutungen dieser Szene von der Beschneidung Abrahams, der Peinigung eines Heiligen, einer heidnischen Kastration bis hin zu einer medizinischen Behandlung jener Zeit.
Auf der mittleren Kapitellseite steht zentral ein offensichtlich jüngerer Mann mit kleinerem Kopf als seine Nachbarn und ohne Bart. Er trägt einen fußlangen Mantel und hält seine Arme verschränkt auf der Brust mit gemeinsam zur Faust geballten Händen. Links von ihm taucht noch ein größeres Gesicht auf. Der zugehörige Körper verschwindet hinter dem des liegenden Abrahams und der zentral stehenden Person.
Auf der Kapitellecke vorne rechts drückt ein stehender Mann mit beiden Händen einen rundlichen Gegenstand, wie etwa einen Brotlaib, unter seinem Kinn gegen die Brust. Er ist mit einer knielangen Hose bekleidet. Auf der rechten Kapitellseite steht hinter seinem Rücken eine Person mit Vollbart und wendet sich ganz nach hinten. Er hält in seiner Rechten einen Becher, in den aus einem größeren Behälter in Form eines Fasses etwas abgefüllt wird (?). Das Fass steht erhöht auf einem einbeinigen Hocker. Über ihm blickt ein kaum erkennbares rundliches Gesicht nach vorne. Diese Person greift mit ihrer Rechten in das Gefäß, oder nach seinem Deckel.
Die Deutung der linken Kapitellseite als die „Beschneidung Abrahams“ scheint weitgehend belegt zu sein. Mit dieser Szene wird der „Alte Bund“ symbolisiert.
Hier die Bibelquellen für diese These: Römer 4,11-12 . In Genesis 17,10-11  wird zwar die Beschneidung eingeführt, aber nicht erzählt, dass sich Abraham beschneiden ließ. Im Folgenden, 18. Kapitel der Genesis, wird vom Besuch der drei Männer (Engel) erzählt, die Kapitel 17 bestätigen: Abraham und Sarah sollen einen Nachkommen haben, der beschnitten werden soll als Zeichen des Bundes. Da (in den Orthodoxen Kirchen) der Besuch der Drei mit dem dreieinigen Gott gleichgesetzt wird, ist die Deutung dieser Seite des Kapitells eigentlich gesichert.
Für die beiden Personen auf der Frontseite des Kapitells, vor allem die jüngere im Zentrum, ist keine einleuchtende Deutung bekannt.
Die rechte Kapitellseite, beginnend mit der Person auf der Kapitellecke, beschäftigt sich mit Brot und Wein, die symbolisch für das„Neue Reich“ stehen. Auffallend ist aber, dass die das Brot essende und die sich um das Einschenken des Weins bemühende Person Rücken an Rücken stehen, und dadurch die Szenen getrennt werden sollen. Dafür gäbe es nur eine Begründung: Matthäus 26,29 EU (Jesus trinkt vom Kelch erst im Neuen Reich, also bei seiner Wiederkunft). Das hieße aber auch, dass die Praxis, bei der Messe nur Brot und nicht den Kelch zu reichen, üblich war.
Die übrigen neun Kapitelle sind pflanzlich skulptiert.

Kapitelle
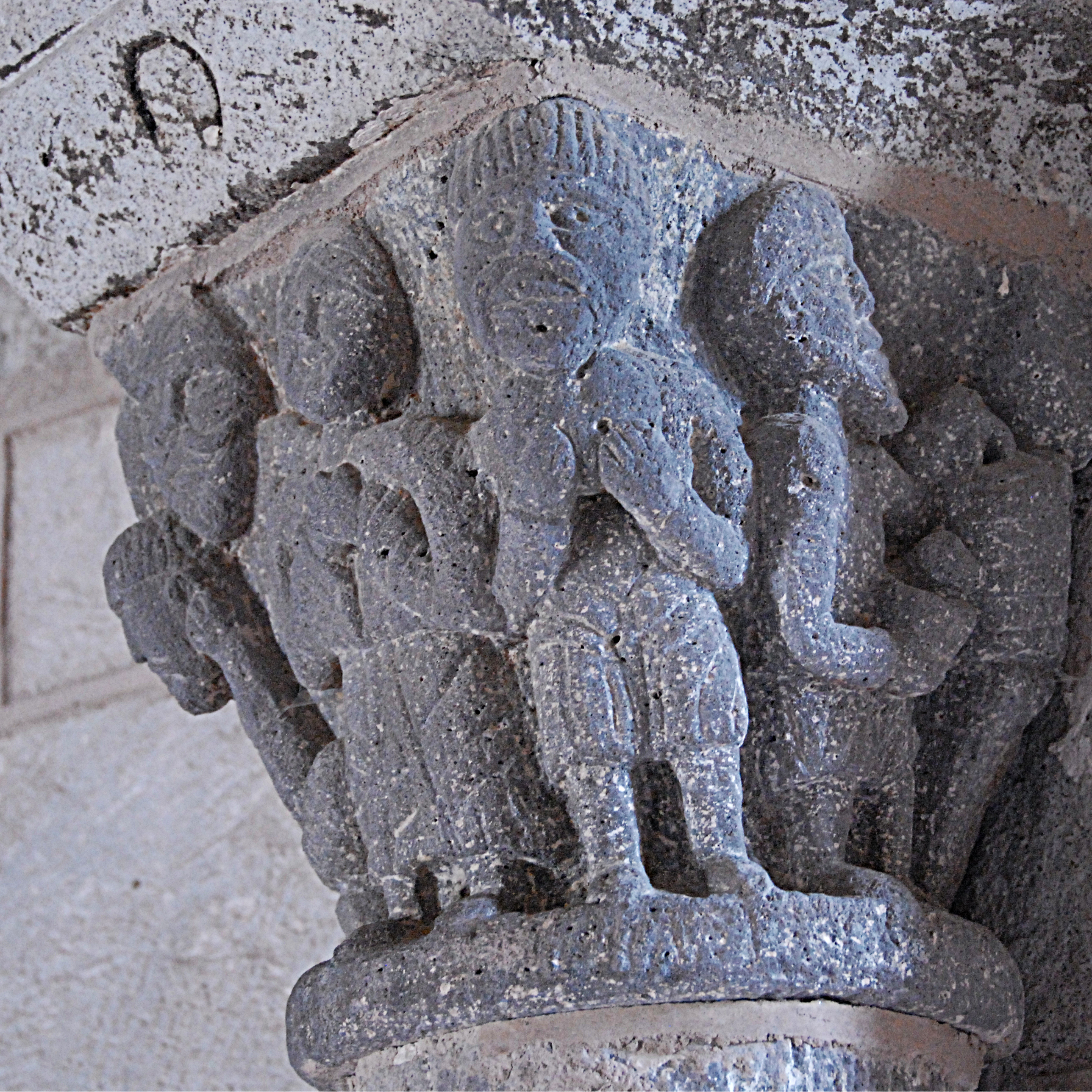
9 Männer, rechte Ecke
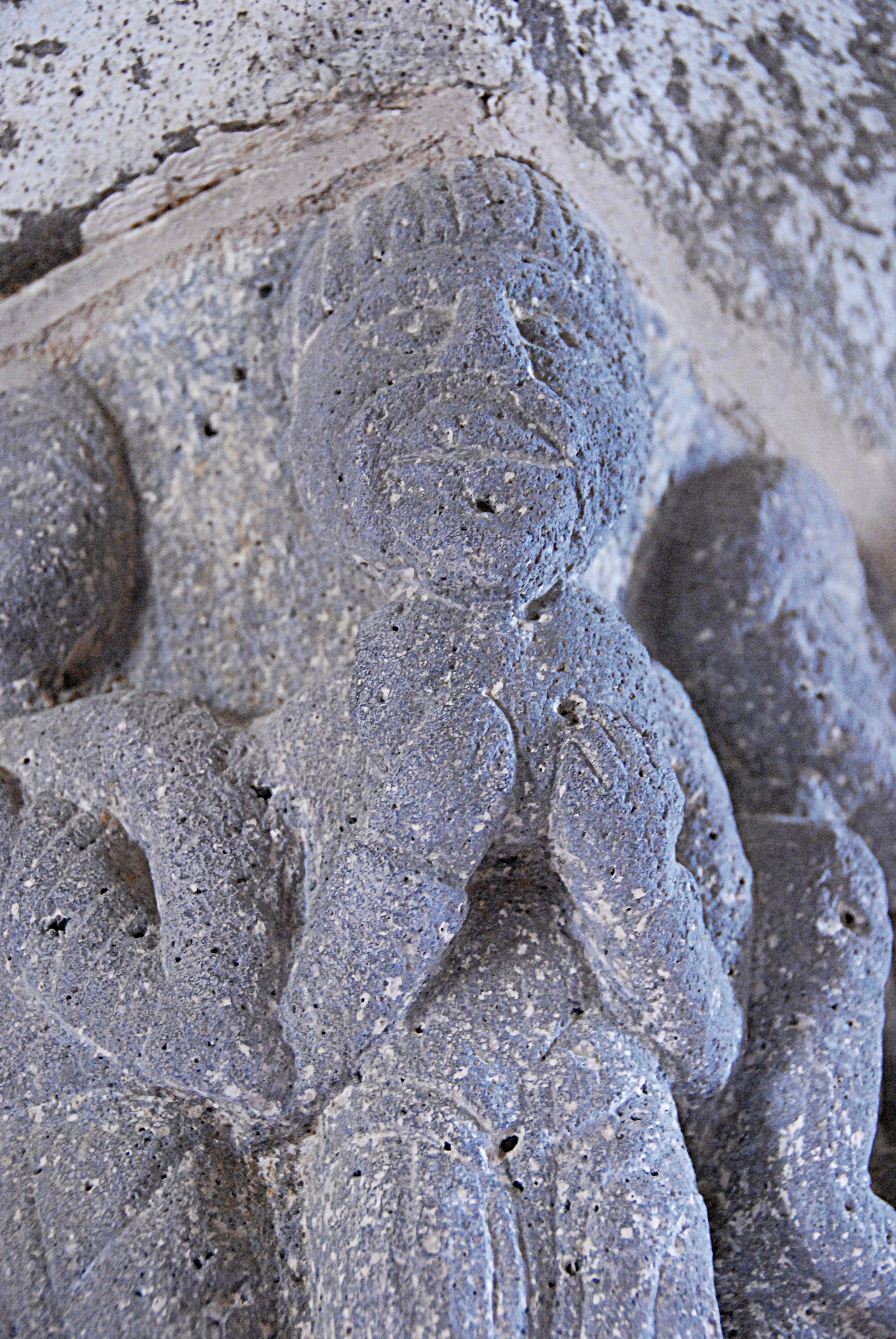
9 Männer, Detail rechte Ecke
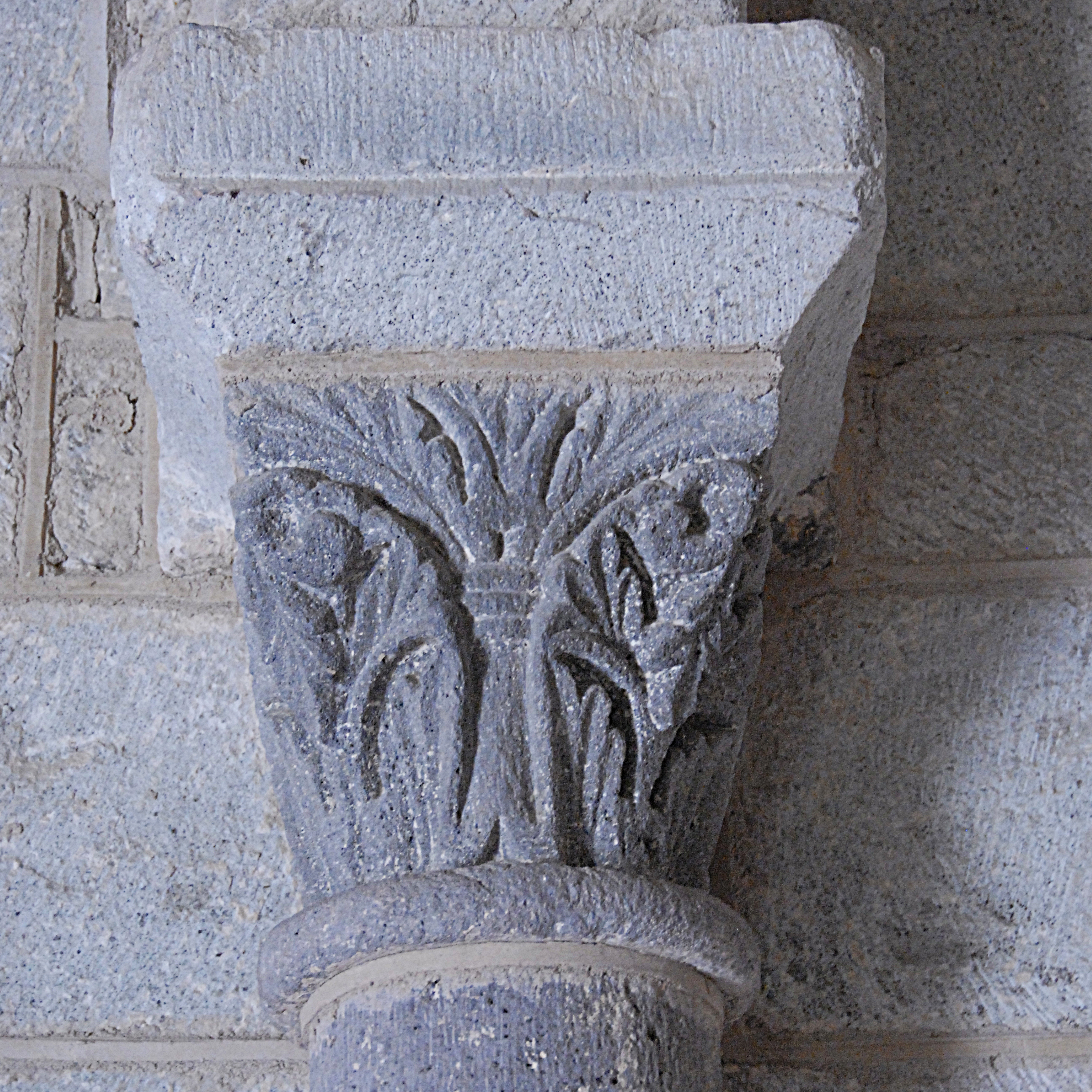
Pflanzliche Skulptur
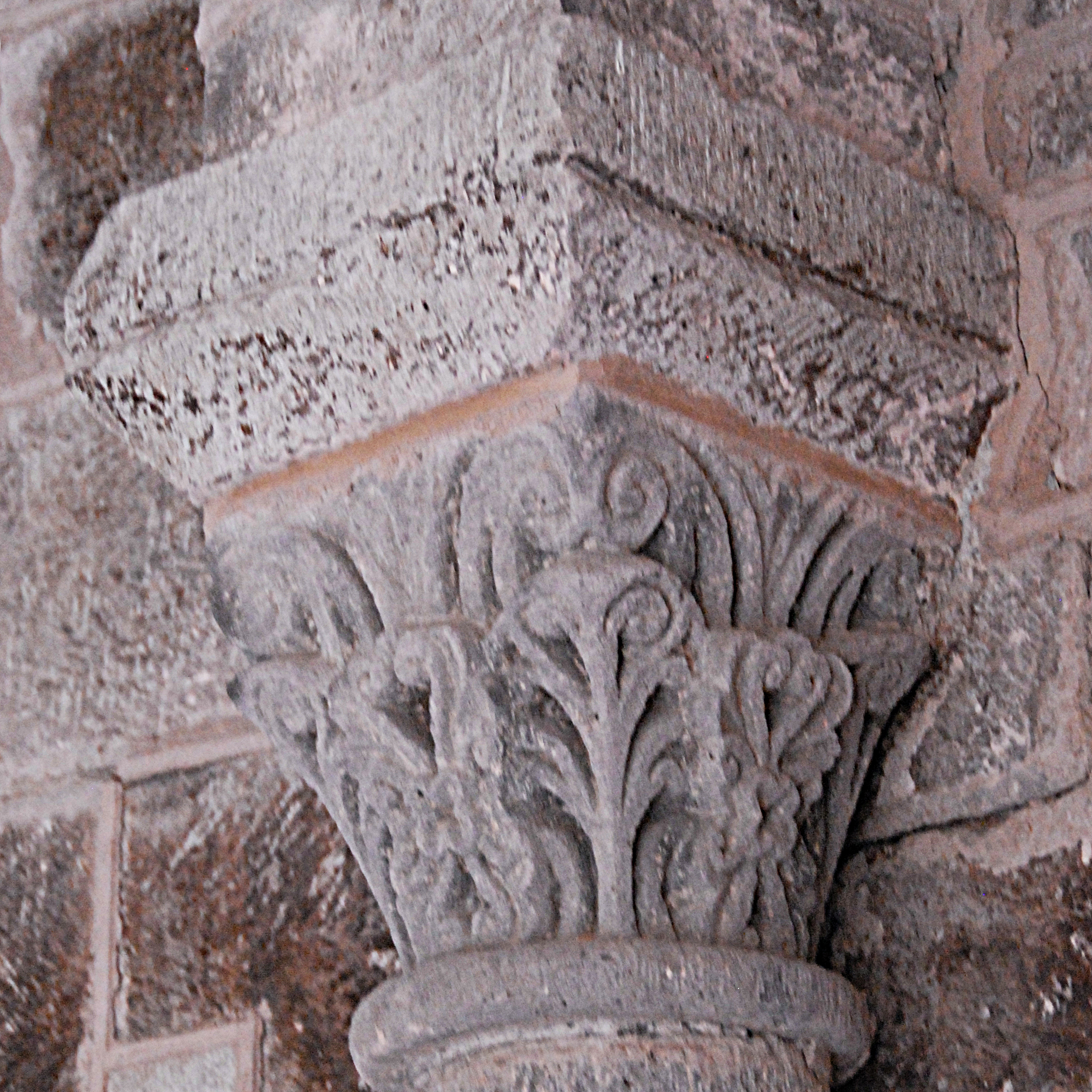
Pflanzliche Skulptur